# Sebastes
Sebastes – rodzaj morskich ryb zaliczanych do skorpenokształtnych z rodziny Sebastidae, czasami klasyfikowanej jako podrodzina Sebastinae w obrębie skorpenowatych (Scorpaenidae). Obejmuje około 110 gatunków. Niektóre z nich należą do najdłużej żyjących kręgowców na Ziemi. Wiele gatunków ma duże znaczenie gospodarcze.

## Systematyka
Rodzaj Sebastes został ustalony przez Cuviera w 1829 dla Perca norvegica i prowizorycznie zaliczony do skorpenokształtnych. Jego pozycja w systematyce ryb nie jest pewna, ponieważ łączy wiele cech z okoniokształtnymi, a filogeneza skorpenokształtnych jest słabo poznana.

## Występowanie
Większość ryb z tego rodzaju zasiedla chłodne wody północno-wschodniego Pacyfiku (ponad 65 gatunków), część występuje w północno-zachodnim Pacyfiku (27 gatunków), 7 w Zatoce Kalifornijskiej, 4 gatunki rozsiedliły się poprzez Arktykę do północnego Oceanu Atlantyckiego, a 2 znane są z półkuli południowej. 
Są to zarówno ryby głębokowodne (do 3000 m p.p.m.) oraz przebywające w wodach przybrzeżnych.

## Charakterystyka
Budową ciała przypominają okoniokształtne, z którymi skorpenokształtne są blisko spokrewnione. Ciało krępe, dość wysokie, płetwa grzbietowa dwudzielna, z przednią częścią ciernistą. Trzy pierwsze promienie płetwy odbytowej tworzą ostre kolce. Na pokrywach skrzelowych obecne liczne zadziory. Najmniejsze gatunki (Sebastes viviparus) osiągają ok. 35 cm, największe (Sebastes norvegicus) do około 1 m długości. 
Są rybami długowiecznymi, Sebastes aleutianus może dożyć do 200 lat. 
Żywią się skorupiakami i drobnymi rybami. Są jajożyworodne. 

## Zagrożenia
Ze względu na wysoko cenione mięso ryby z rodzaju Sebastes są poławiane w dużych ilościach gospodarczo i przez wędkarzy. Ponieważ rosną wolno i późno osiągają dojrzałość płciową populacja wielu gatunków drastycznie się zmniejsza. 

## Klasyfikacja
Gatunki zaliczane do tego rodzaju:
| - Sebastes aleutianus – karmazyn ostrooki - Sebastes alutus – karmazyn pacyficzny - Sebastes atrovirens – karmazyn glonowy - Sebastes auriculatus - Sebastes aurora – karmazyn aurora - Sebastes babcocki – karmazyn czerwonopręgi - Sebastes baramenuke - Sebastes borealis - Sebastes brevispinis – karmazyn szary - Sebastes capensis – karmazyn kapski, karmazyn przylądkowy - Sebastes carnatus - Sebastes caurinus – karmazyn miedziany - Sebastes cheni - Sebastes chlorostictus - Sebastes chrysomelas - Sebastes ciliatus – karmazyn śniady - Sebastes constellatus - Sebastes cortezi - Sebastes crameri – karmazyn czerwonoplamy - Sebastes dallii - Sebastes diaconus - Sebastes diploproa – karmazyn wciętonosy - Sebastes elongatus – karmazyn zielonoplamy - Sebastes emphaeus - Sebastes ensifer - Sebastes entomelas – karmazyn żałobny - Sebastes eos - Sebastes exsul - Sebastes fasciatus - Sebastes flammeus - Sebastes flavidus – karmazyn pozłotek, karmazyn żółtopłetwy - Sebastes fuscescens - Sebastes gilli - Sebastes glaucus - Sebastes goodei – karmazyn koralowy - Sebastes helvomaculatus – karmazyn białoplamy - Sebastes hopkinsi - Sebastes hubbsi - Sebastes inermis - Sebastes iracundus - Sebastes itinus - Sebastes jordani – karmazyn smukły - Sebastes joyneri - Sebastes kiyomatsui - Sebastes koreanus - Sebastes lentiginosus - Sebastes levis - Sebastes longispinis - Sebastes macdonaldi - Sebastes maliger - Sebastes matsubarai - Sebastes melanops – karmazyn czarny - Sebastes melanosema - Sebastes melanostictus | - Sebastes melanostomus - Sebastes mentella – mentela, makolec, karmazyn mentela - Sebastes miniatus – karmazyn wermilon - Sebastes minor - Sebastes moseri - Sebastes mystinus – karmazyn niebieski - Sebastes nebulosus - Sebastes nigrocinctus - Sebastes nivosus - Sebastes norvegicus – karmazyn pospolity - Sebastes notius - Sebastes nudus - Sebastes oblongus - Sebastes oculatus – karmazyn patagoński - Sebastes ovalis - Sebastes owstoni - Sebastes pachycephalus - Sebastes paucispinis – karmazyn bezkolcy, bezkolec, karmazyn bokacio - Sebastes peduncularis - Sebastes phillipsi - Sebastes pinniger – karmazyn żółtawy - Sebastes polyspinis - Sebastes proriger – karmazyn czerwonopasy - Sebastes rastrelliger – karmazyn trawiasty - Sebastes reedi – karmazyn żółtogęby - Sebastes rosaceus - Sebastes rosenblatti - Sebastes ruberrimus – karmazyn żółtooki - Sebastes rubrivinctus - Sebastes rufinanus - Sebastes rufus - Sebastes saxicola - Sebastes schlegelii - Sebastes scythropus - Sebastes semicinctus - Sebastes serranoides - Sebastes serriceps - Sebastes simulator - Sebastes sinensis - Sebastes spinorbis - Sebastes steindachneri - Sebastes taczanowskii - Sebastes thompsoni - Sebastes trivittatus - Sebastes umbrosus - Sebastes variabilis - Sebastes variegatus – karmazyn arlekin - Sebastes varispinis - Sebastes ventricosus - Sebastes viviparus – karmazynek - Sebastes vulpes - Sebastes wakiyai - Sebastes wilsoni - Sebastes zacentrus – karmazyn twardokolcy - Sebastes zonatus |

Gatunkiem typowym jest Perca norvegica (=S. norvegicus).

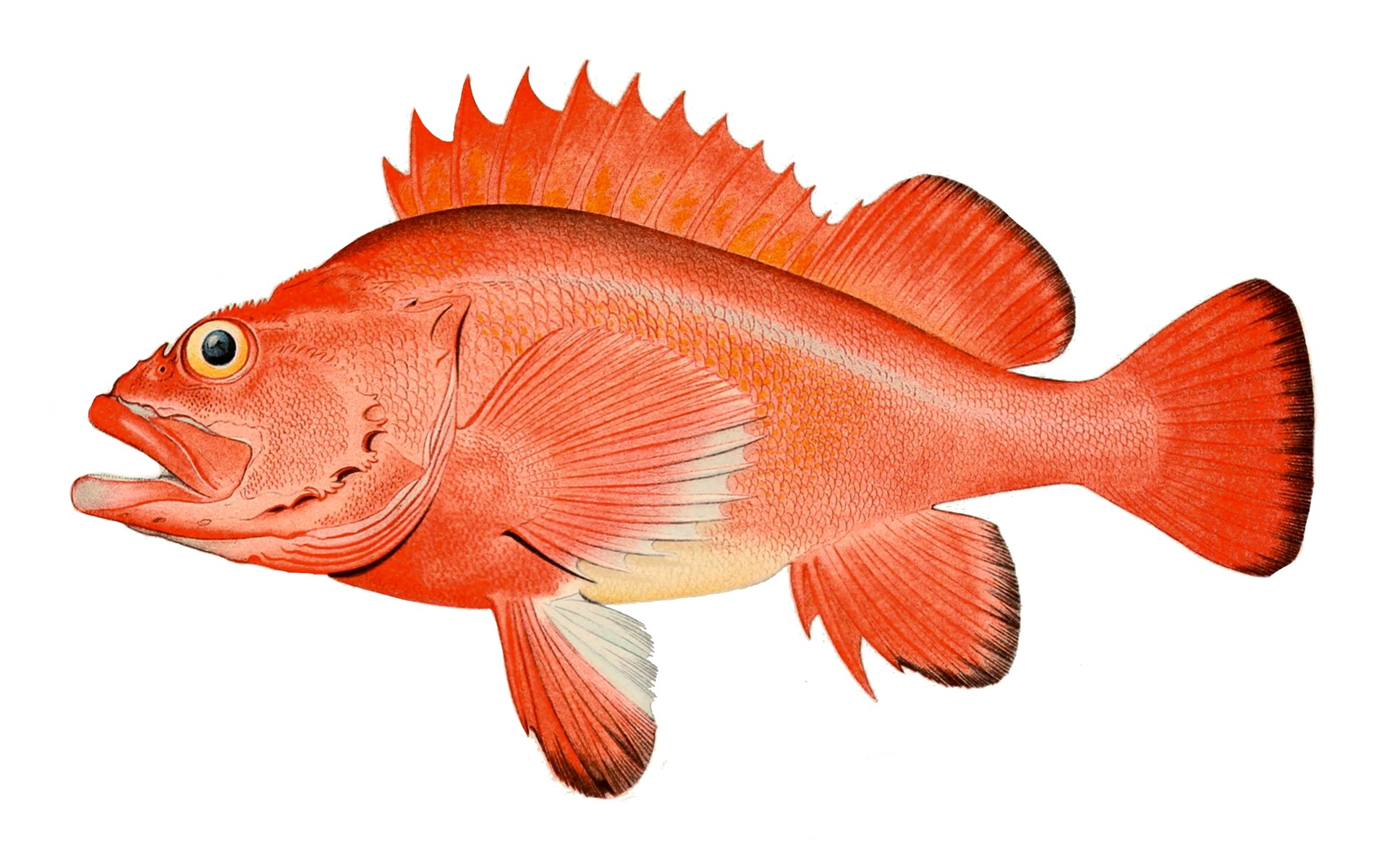
Sebastes aleutianus
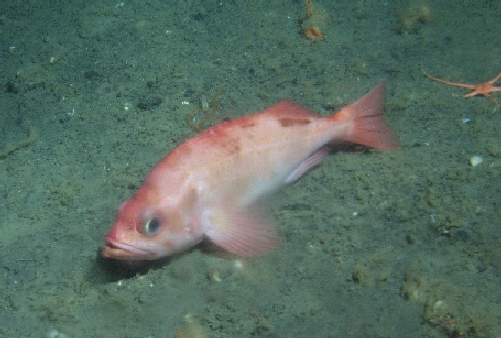
Sebastes alutus
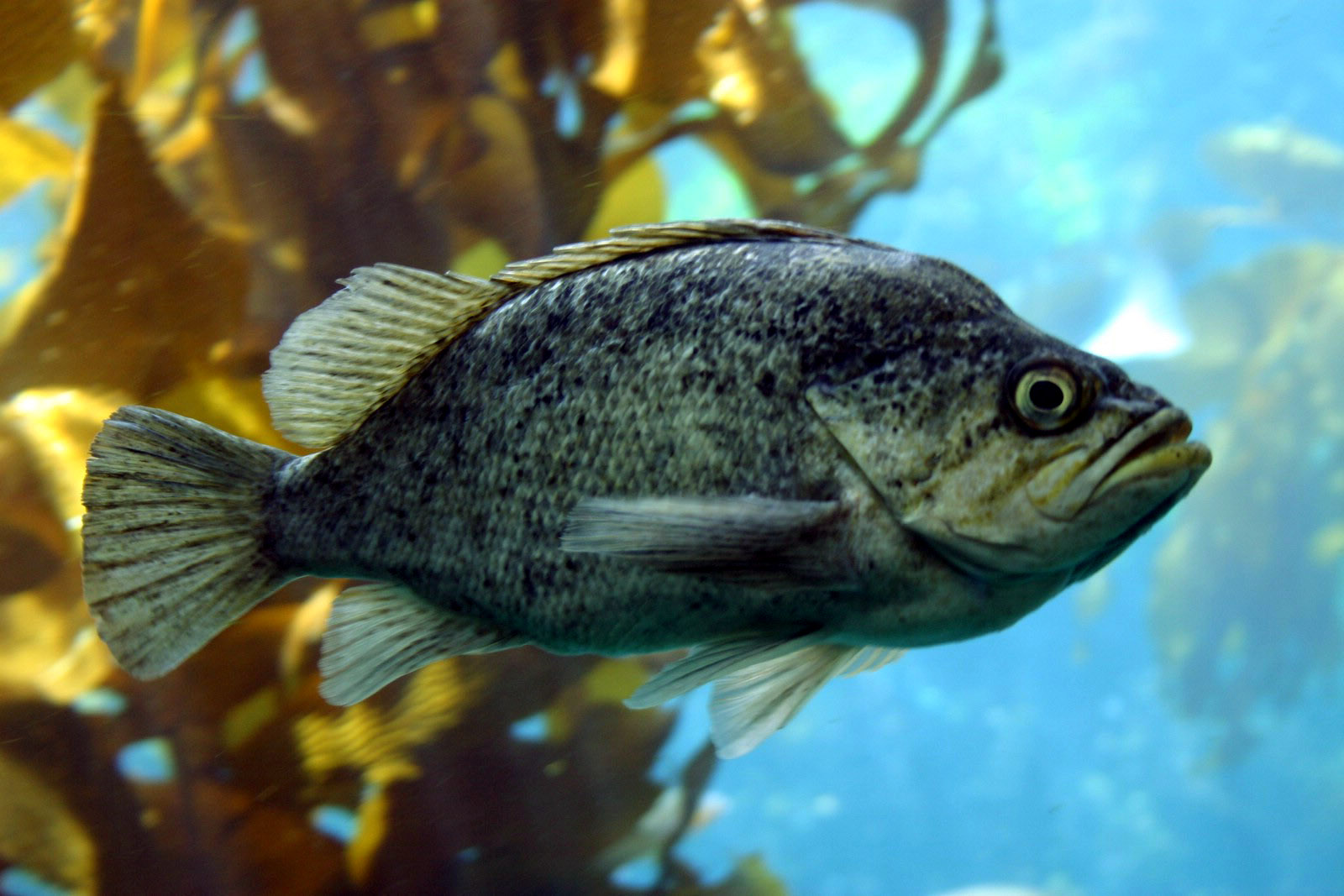
Sebastes atrovirens
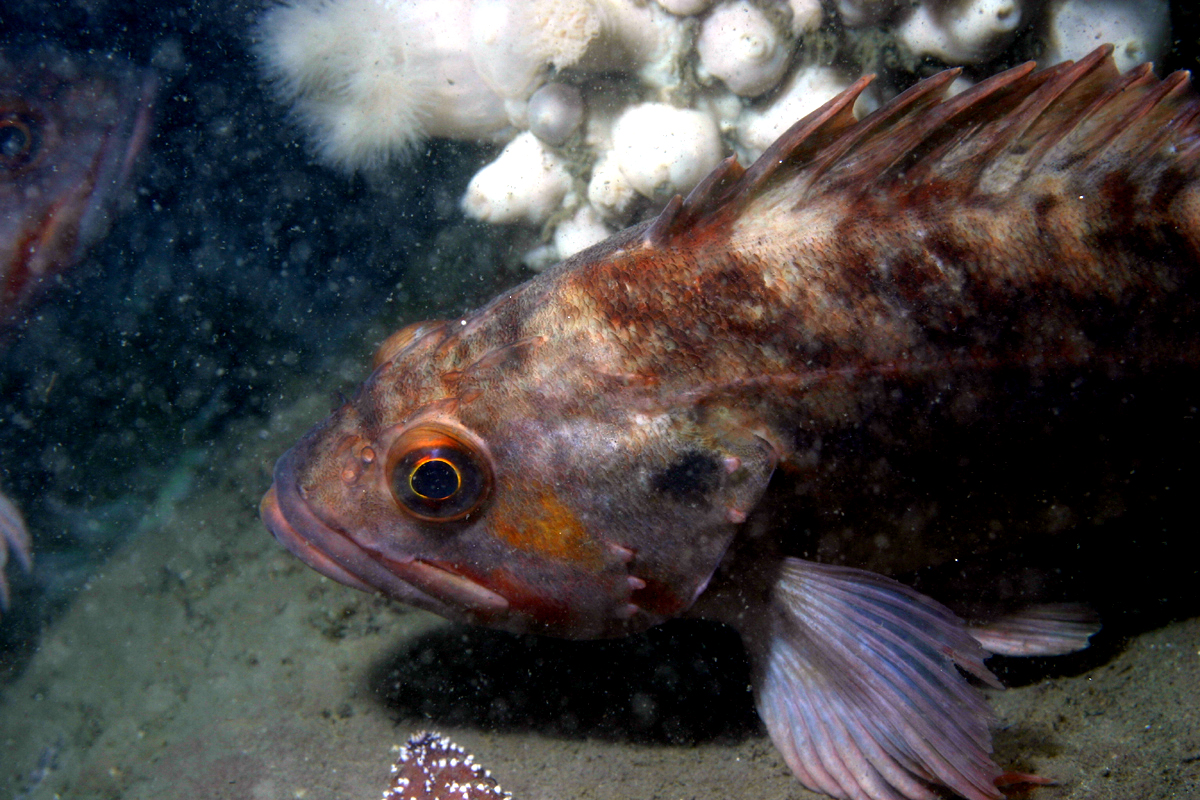
Sebastes auriculatus
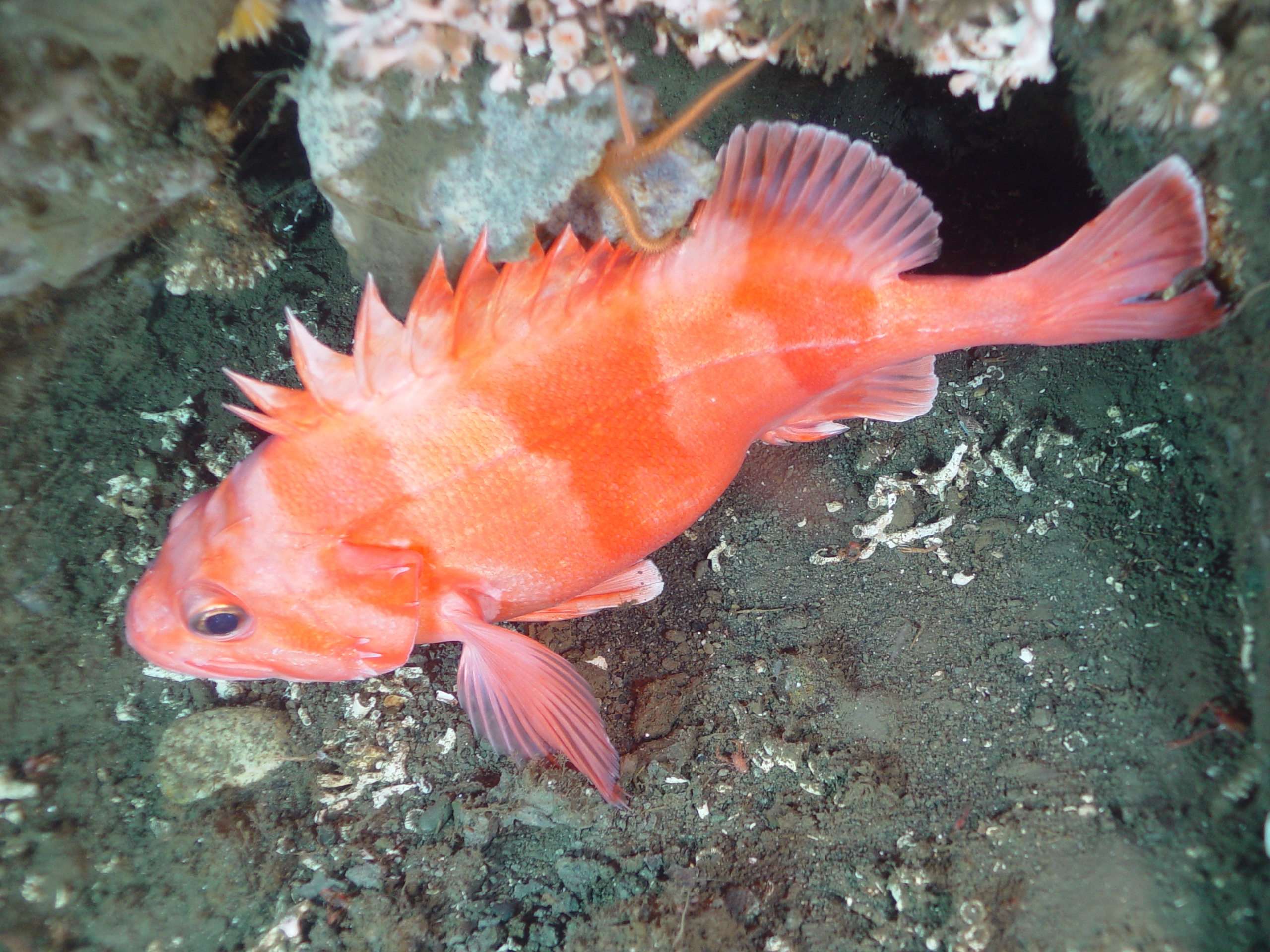
Sebastes babcocki
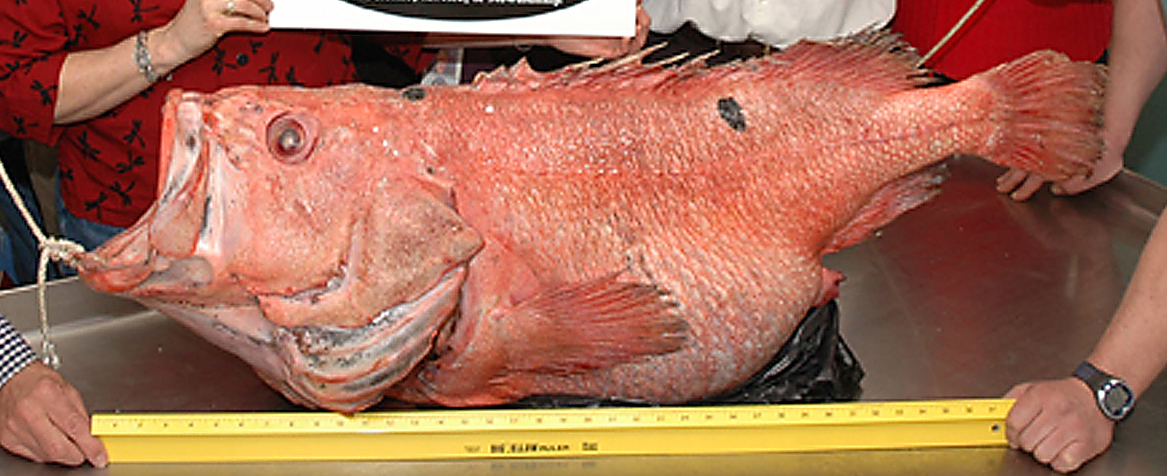
Sebastes borealis
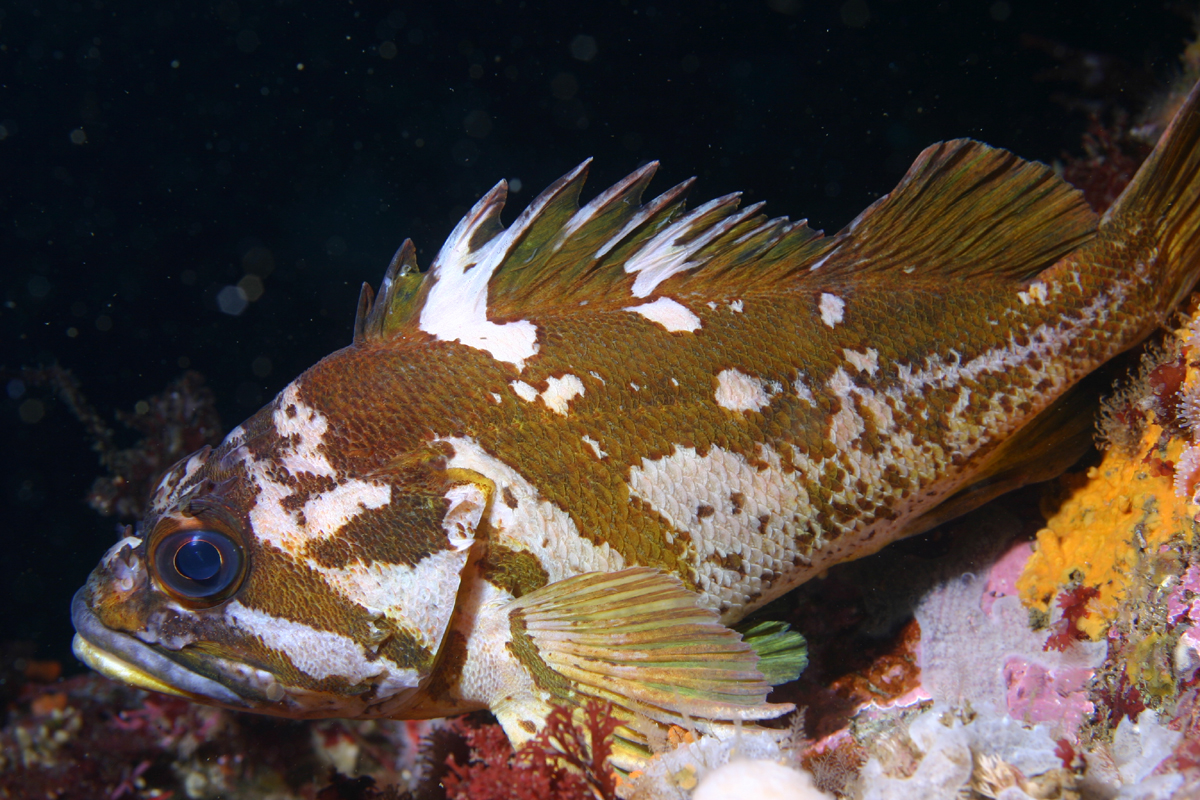
Sebastes carnatus
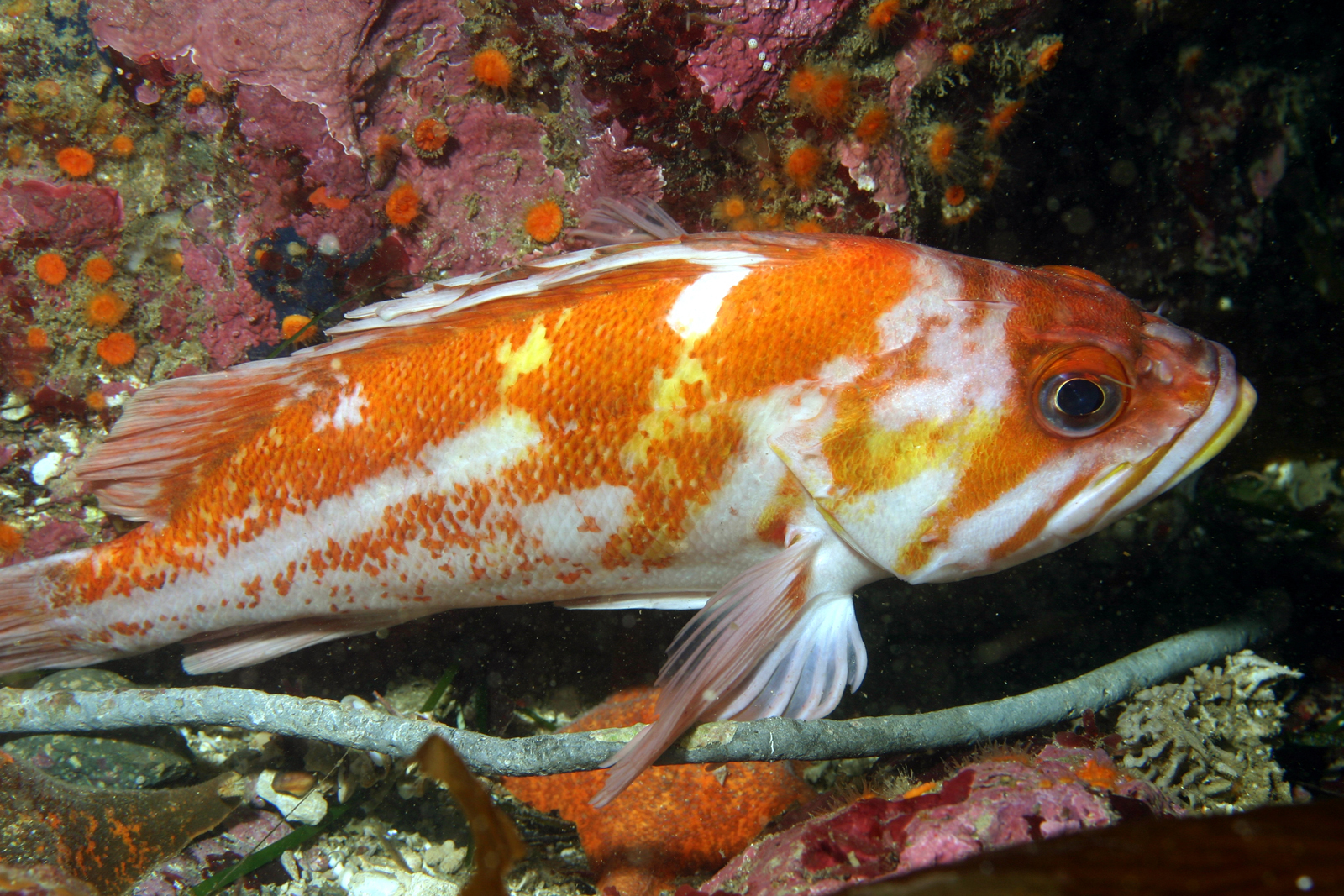
Sebastes caurinus
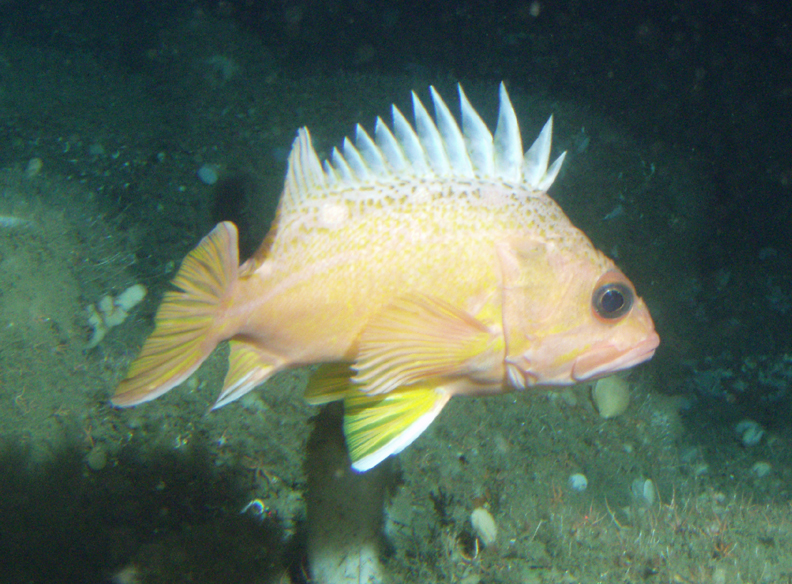
Sebastes chlorostictus
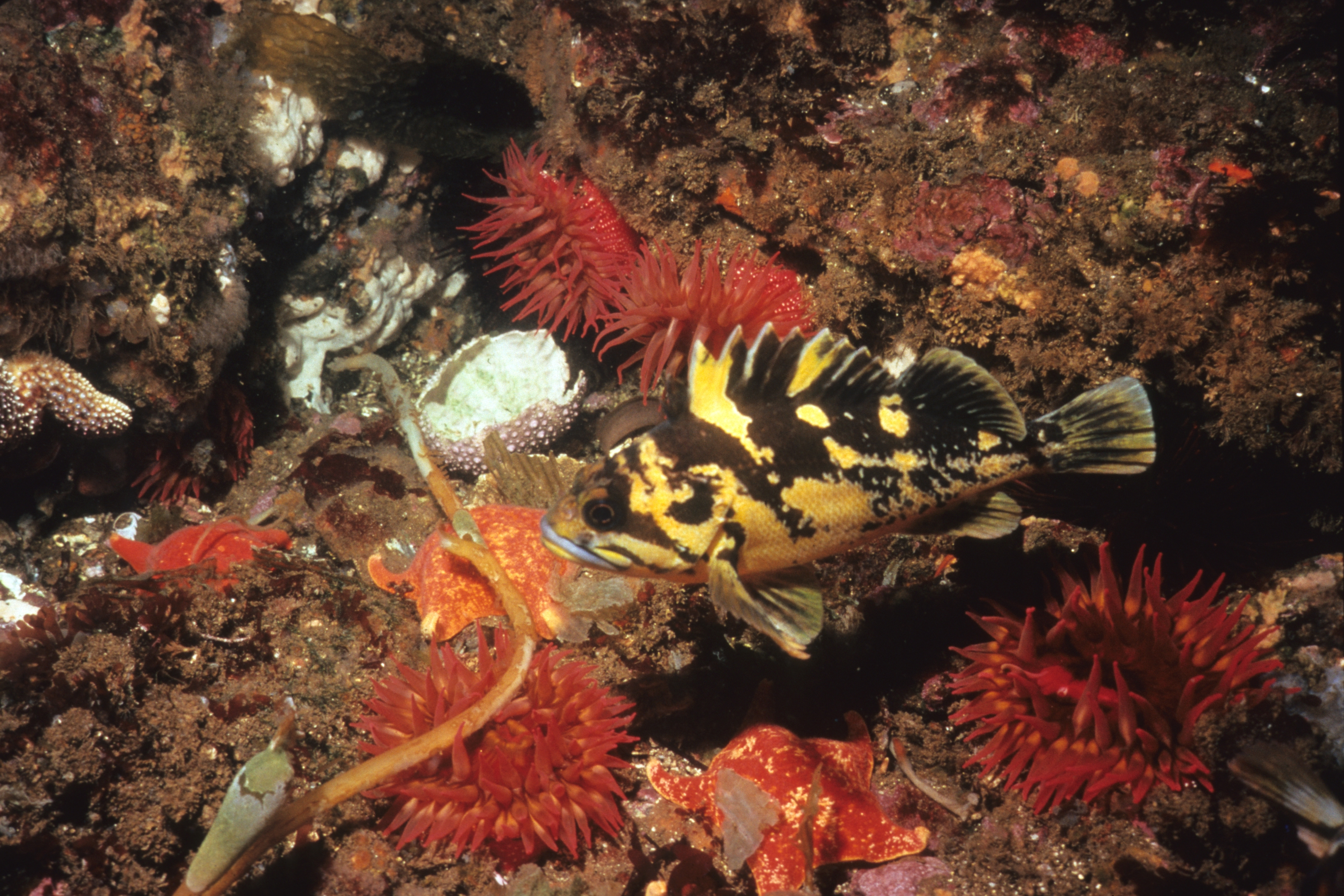
Sebastes chrysomelas
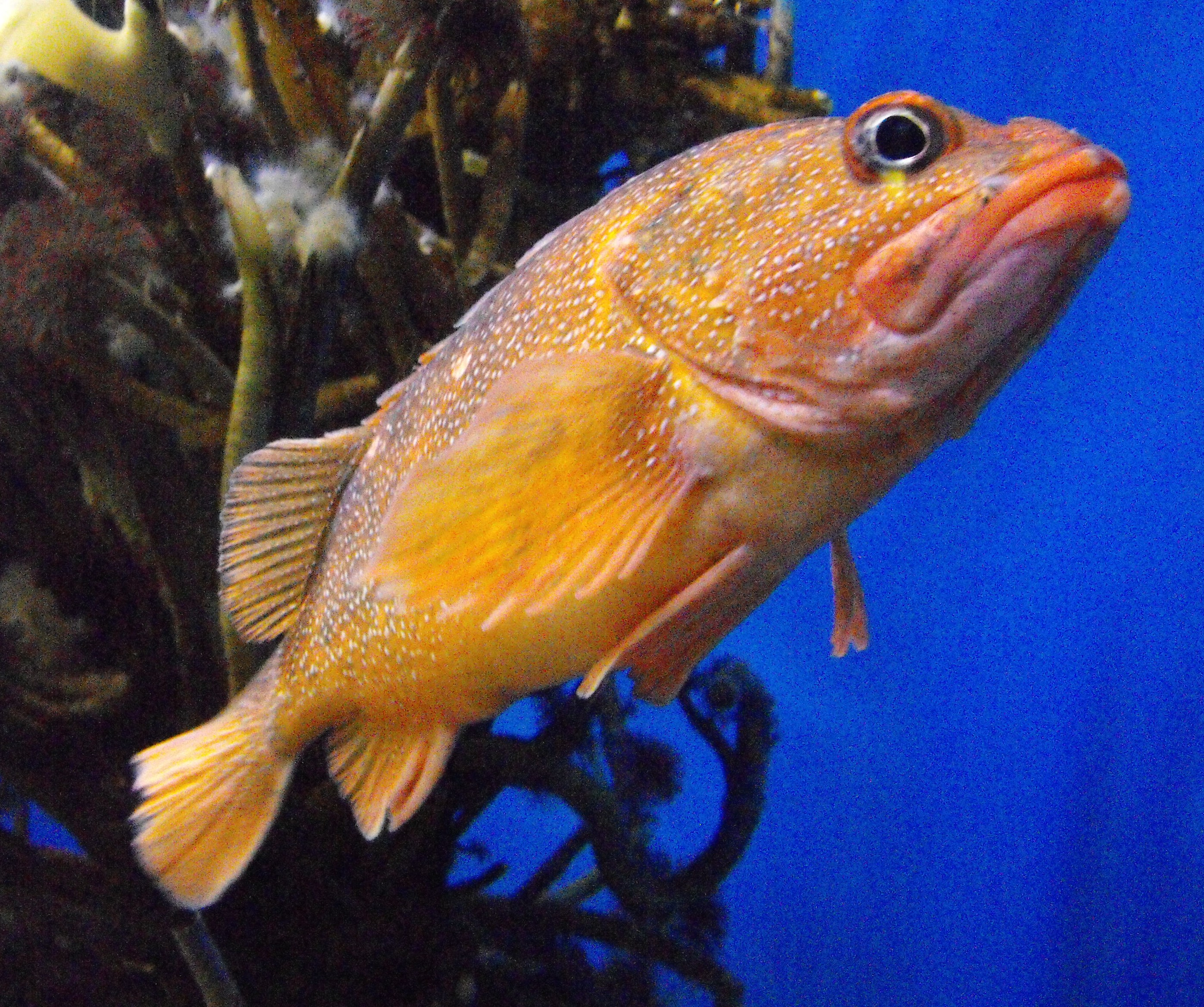
Sebastes constellatus
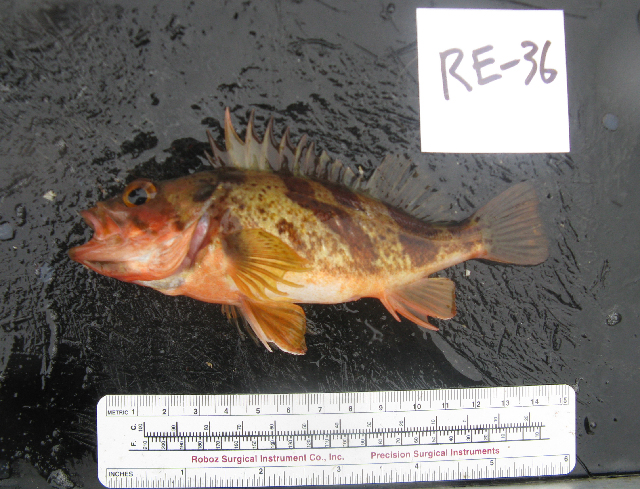
Sebastes dallii
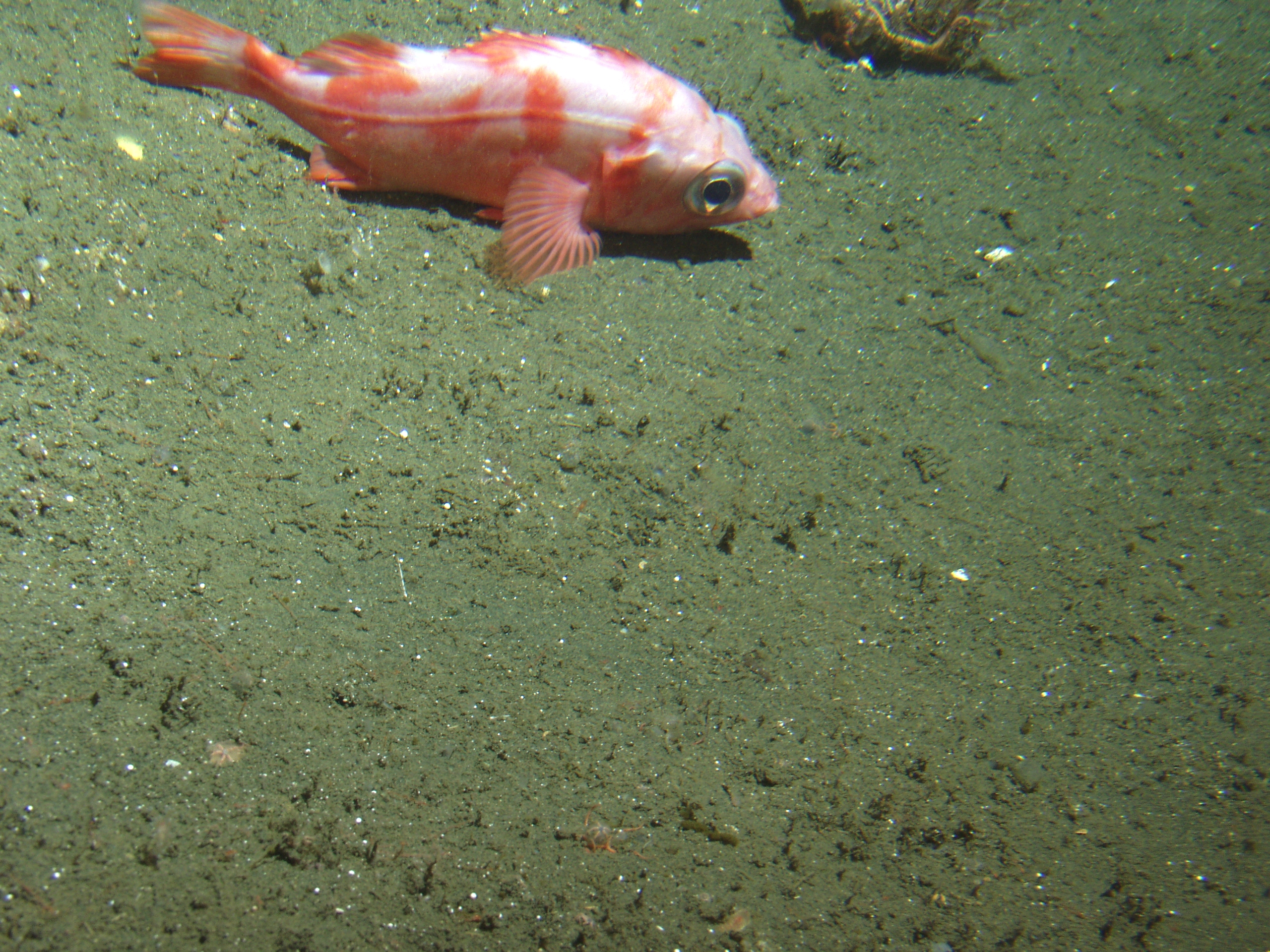
Sebastes diploproa
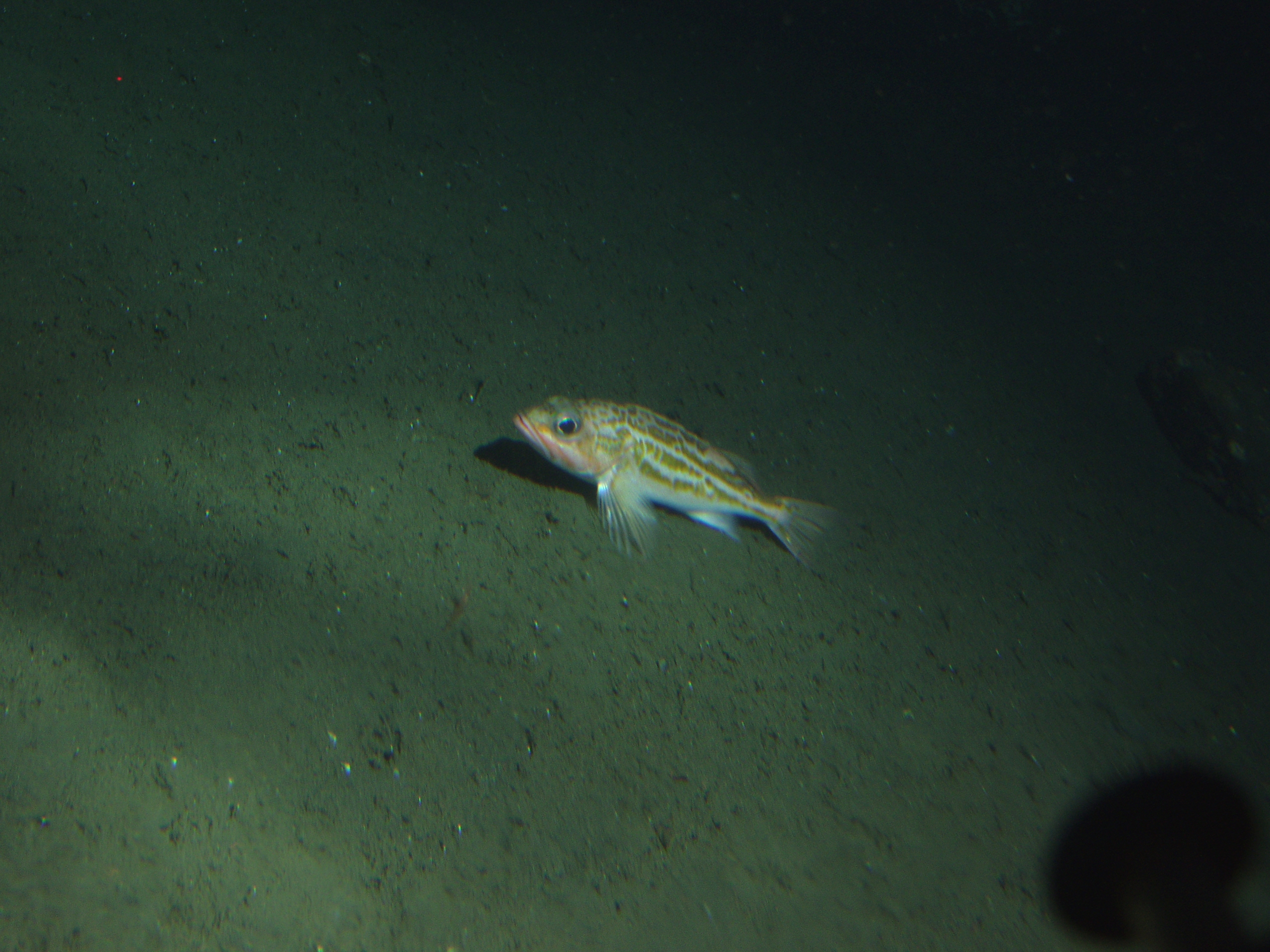
Sebastes elongatus
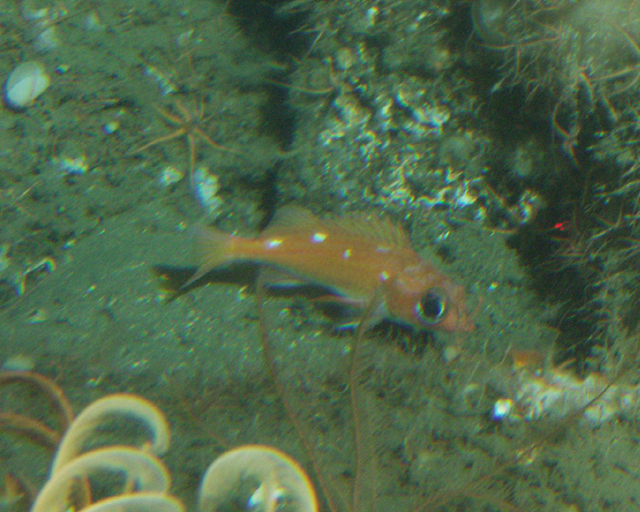
Sebastes ensifer
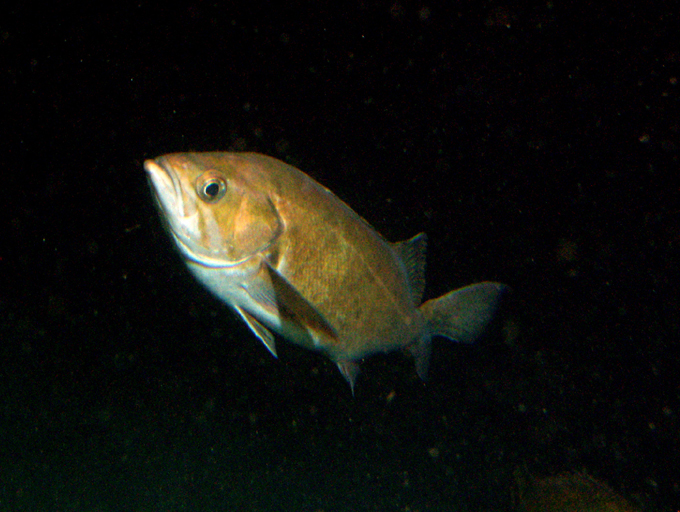
Sebastes entomelas
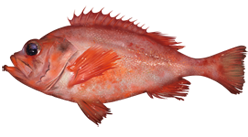
Sebastes fasciatus
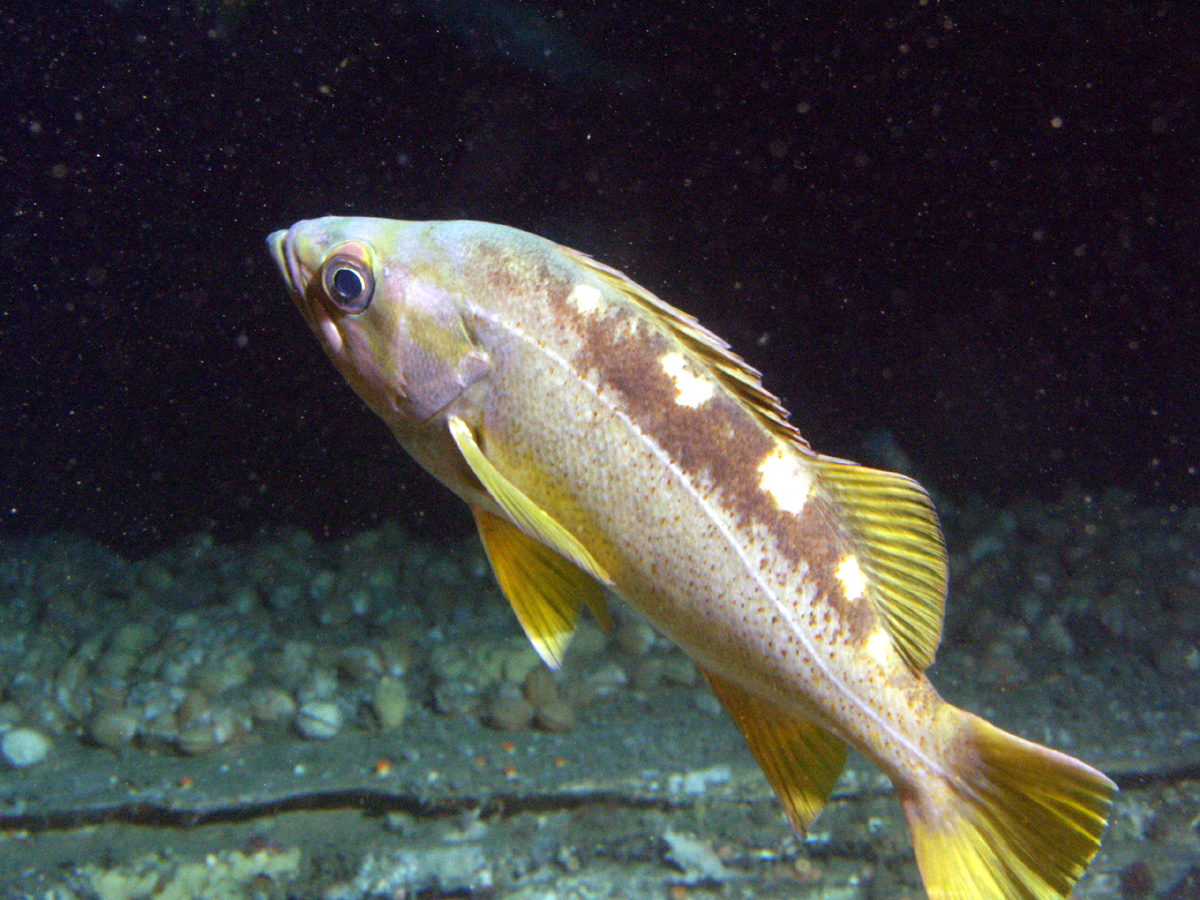
Sebastes flavidus
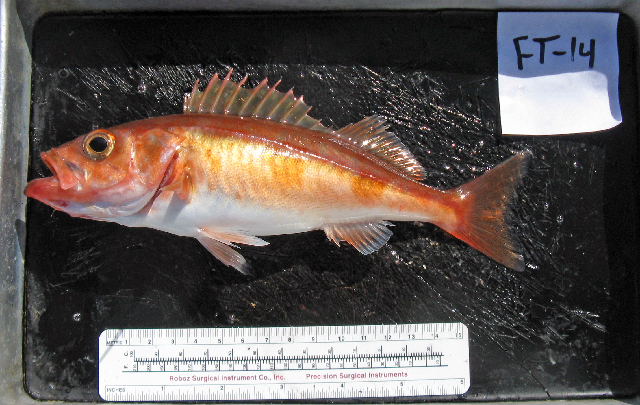
Sebastes goodei
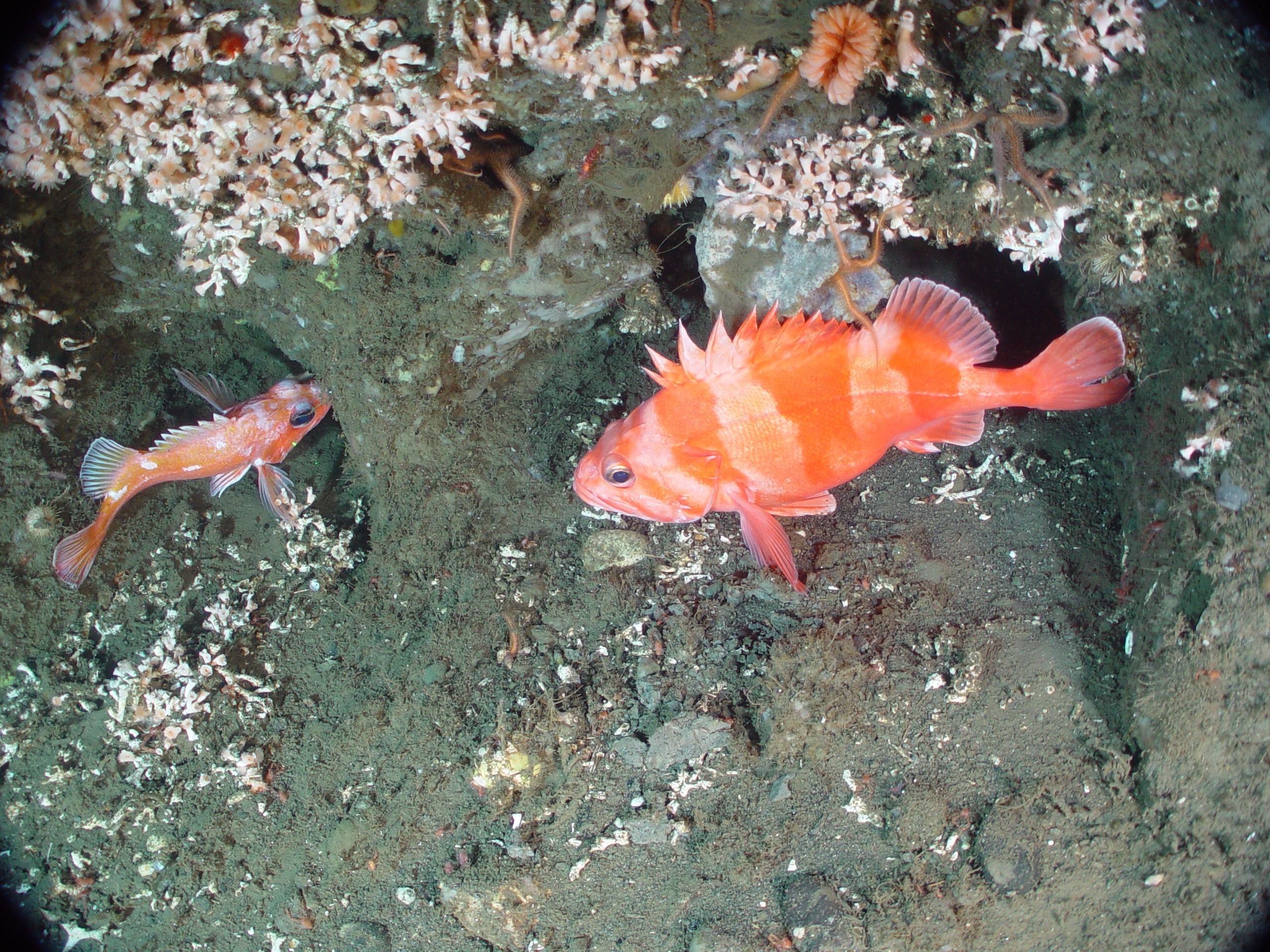
Sebastes helvomaculatus
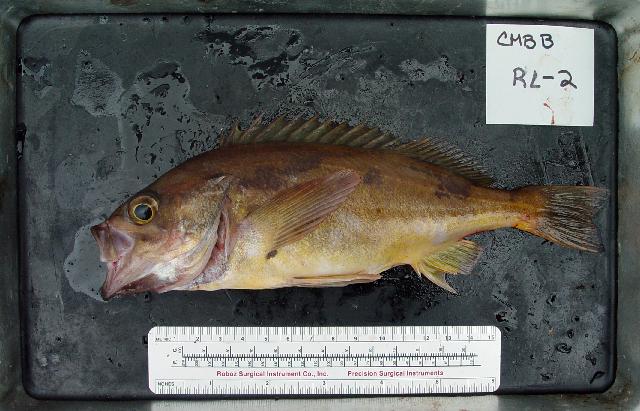
Sebastes hopkinsi
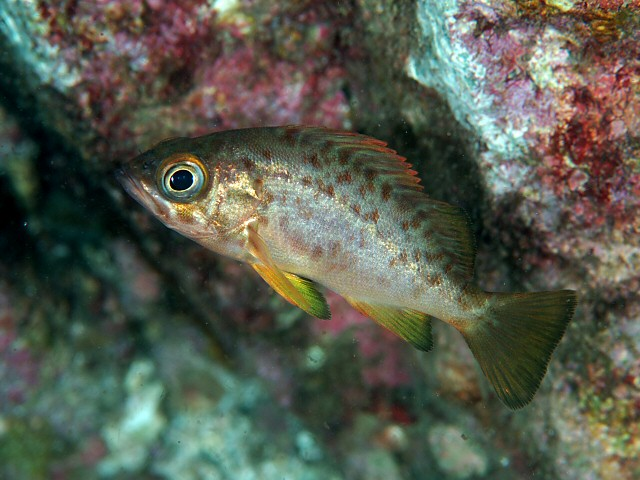
Sebastes inermis
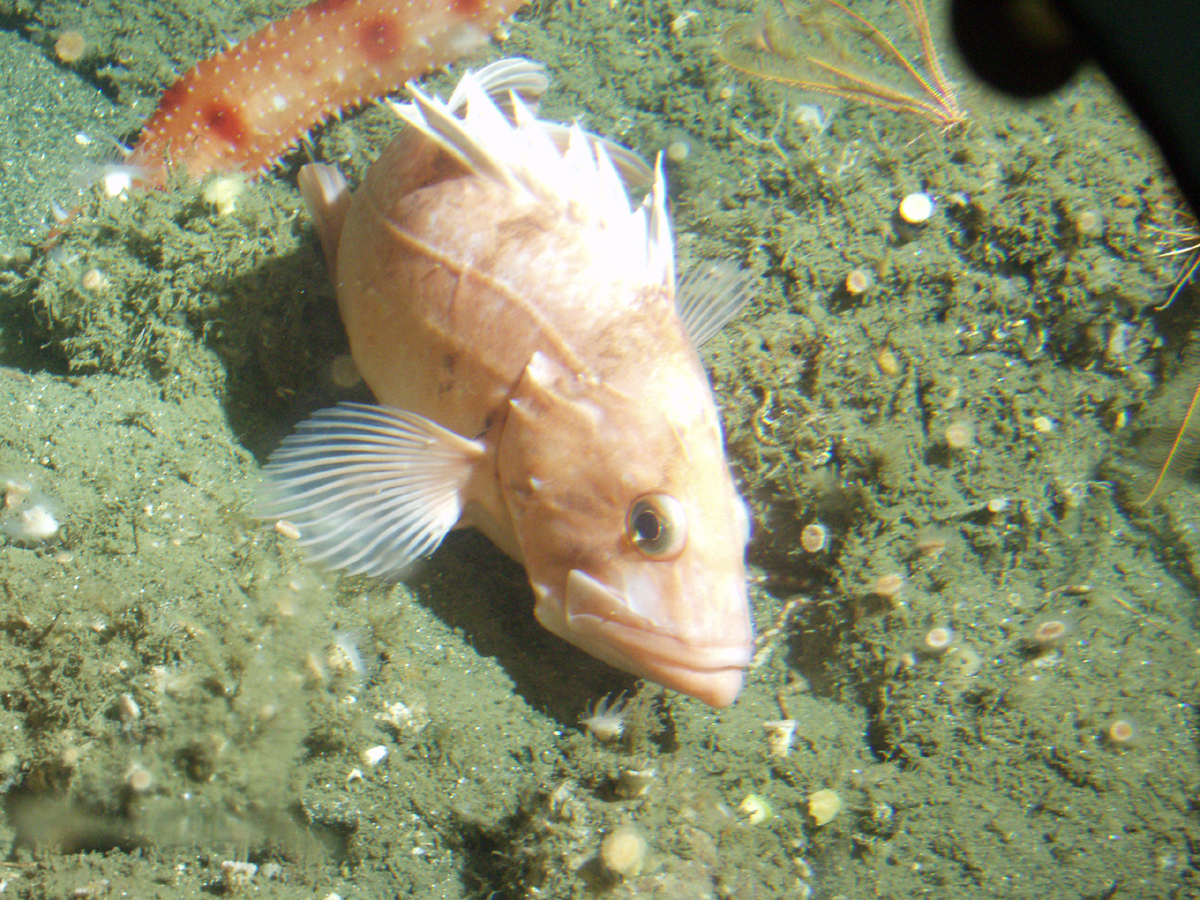
Sebastes levis
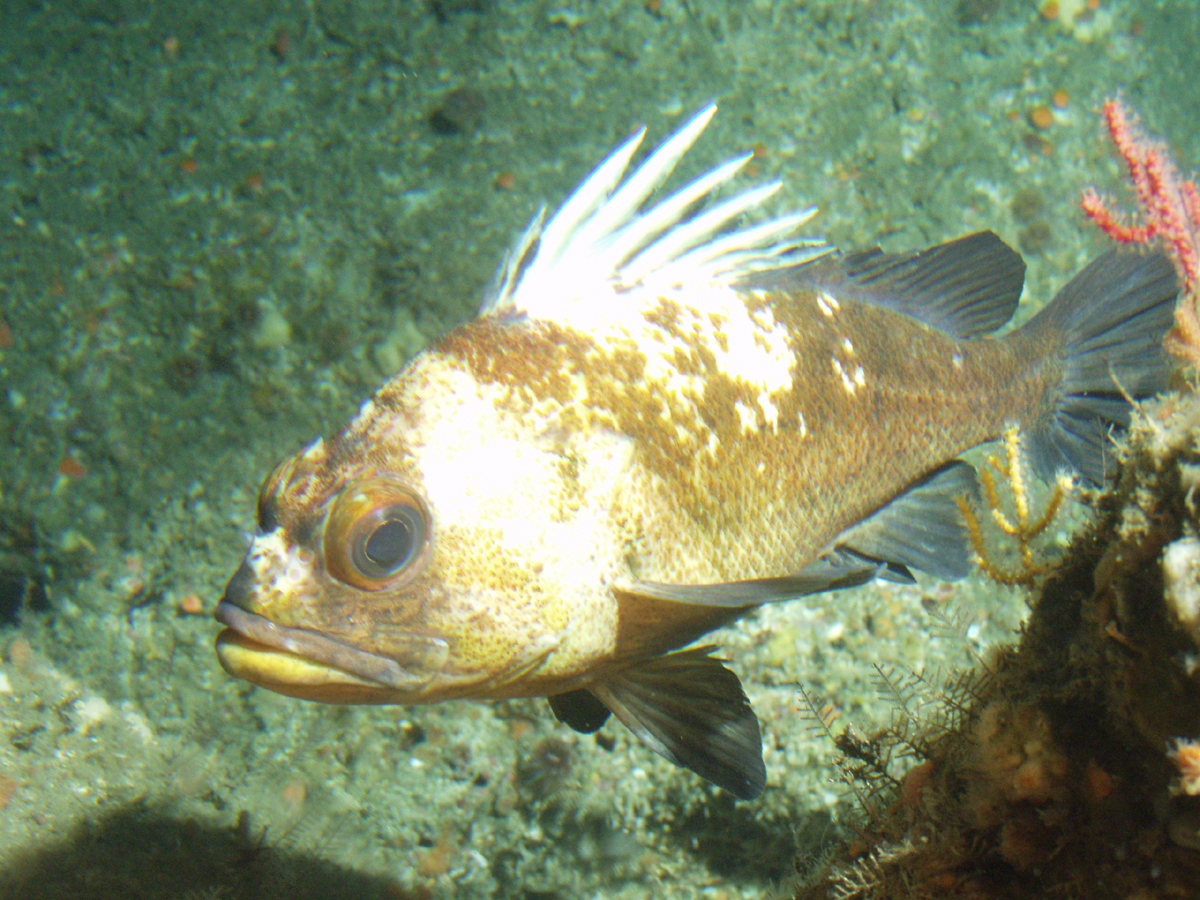
Sebastes maliger
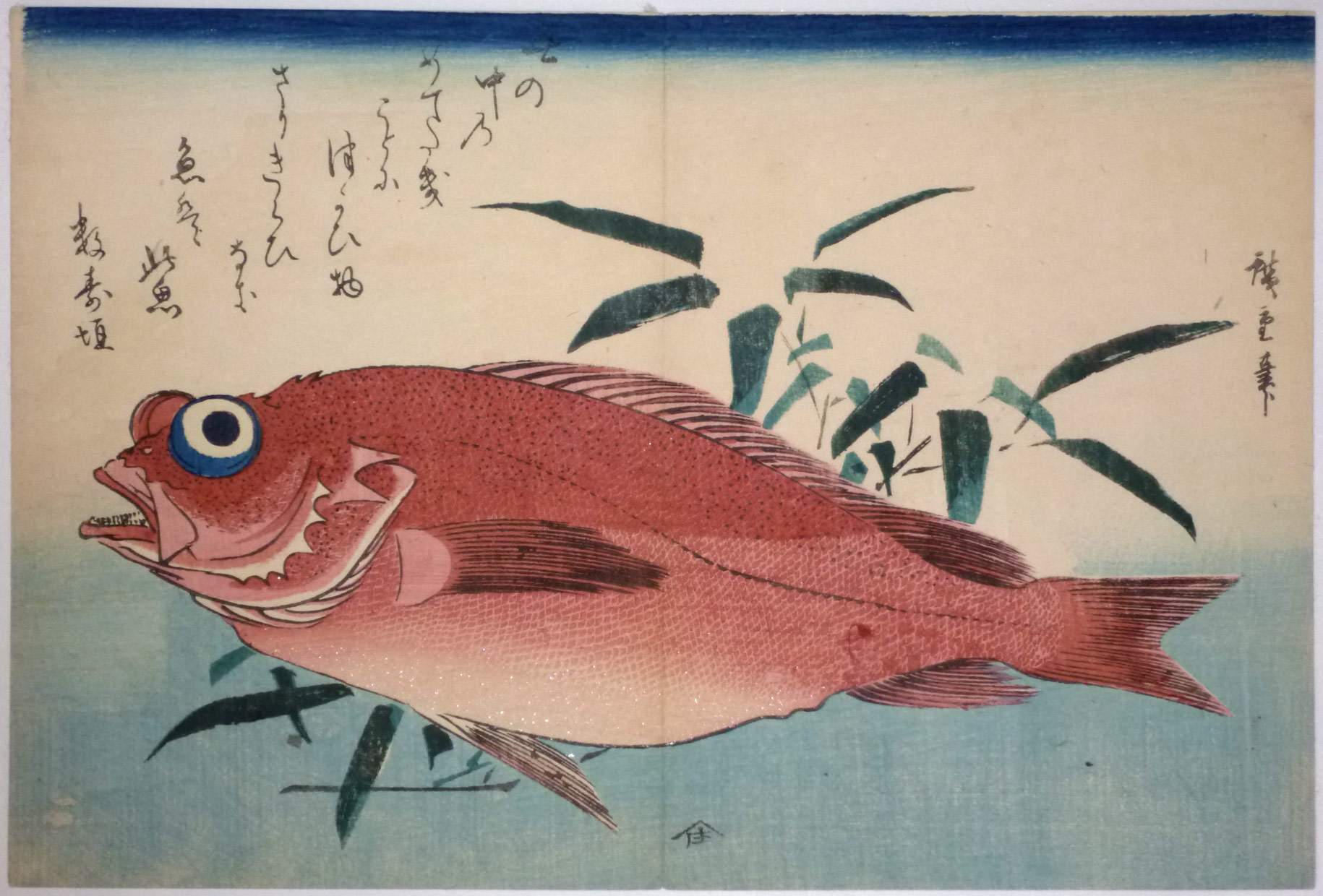
Sebastes matsubarai
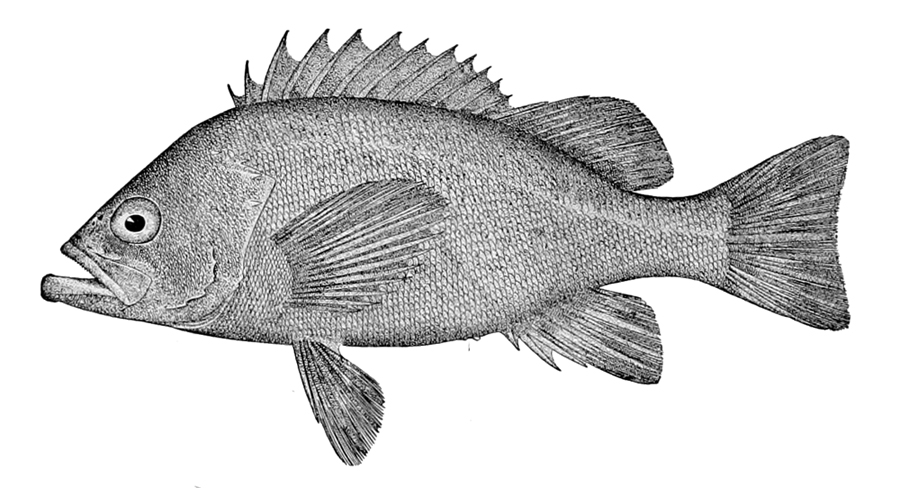
Sebastes melanops
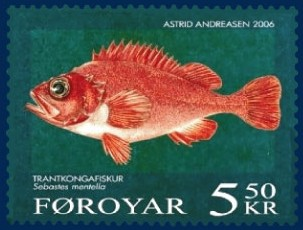
Sebastes mentella
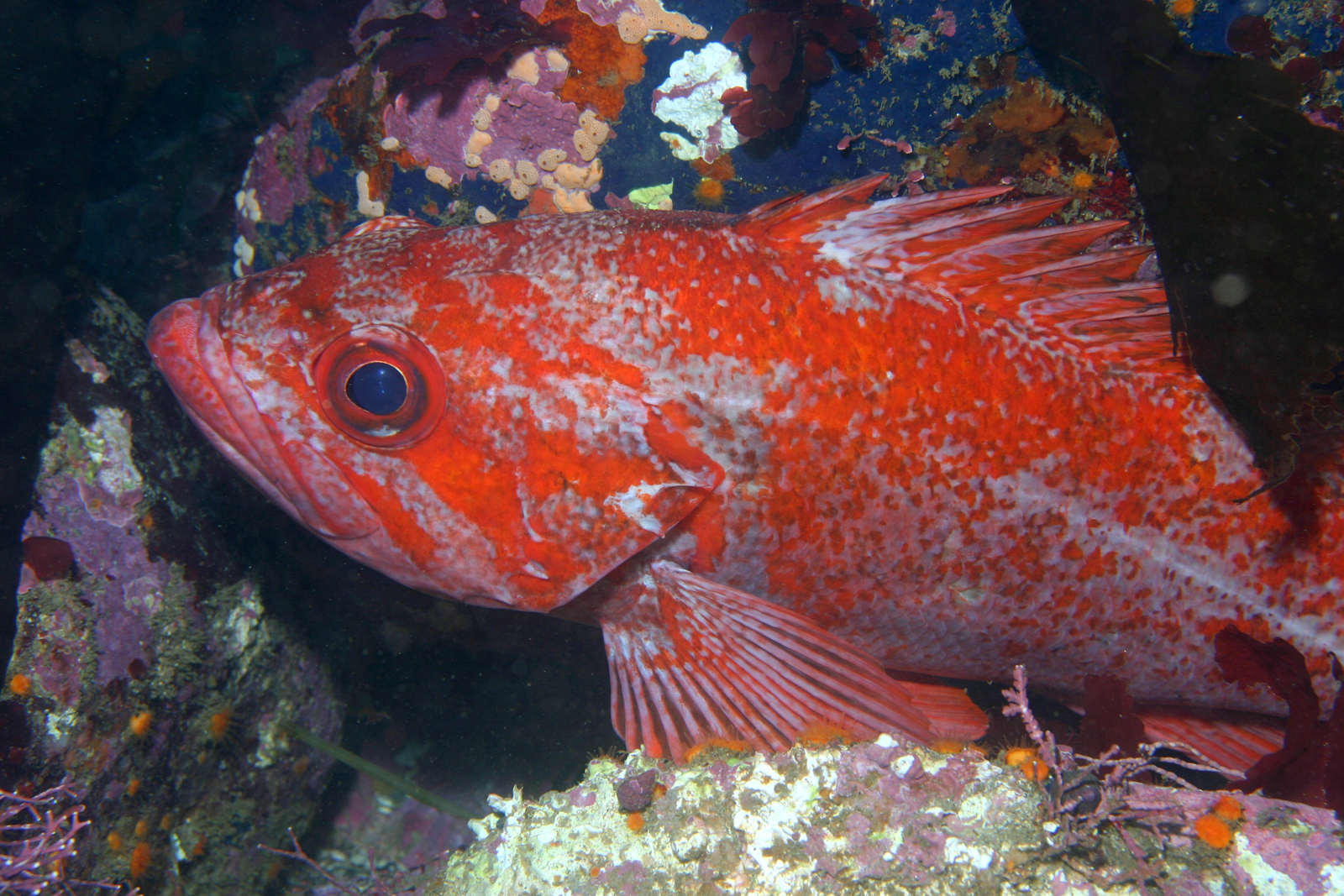
Sebastes miniatus
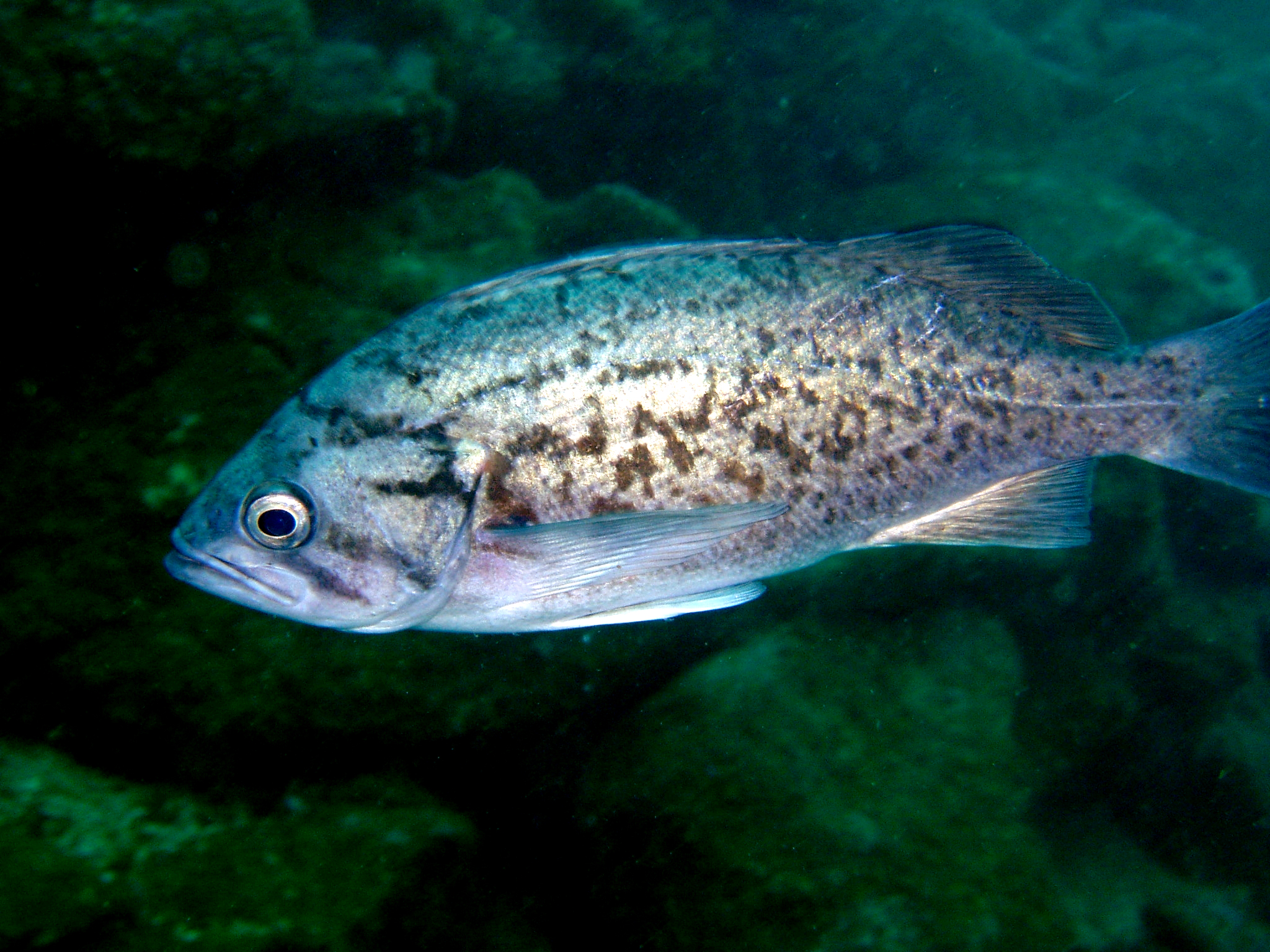
Sebastes mystinus
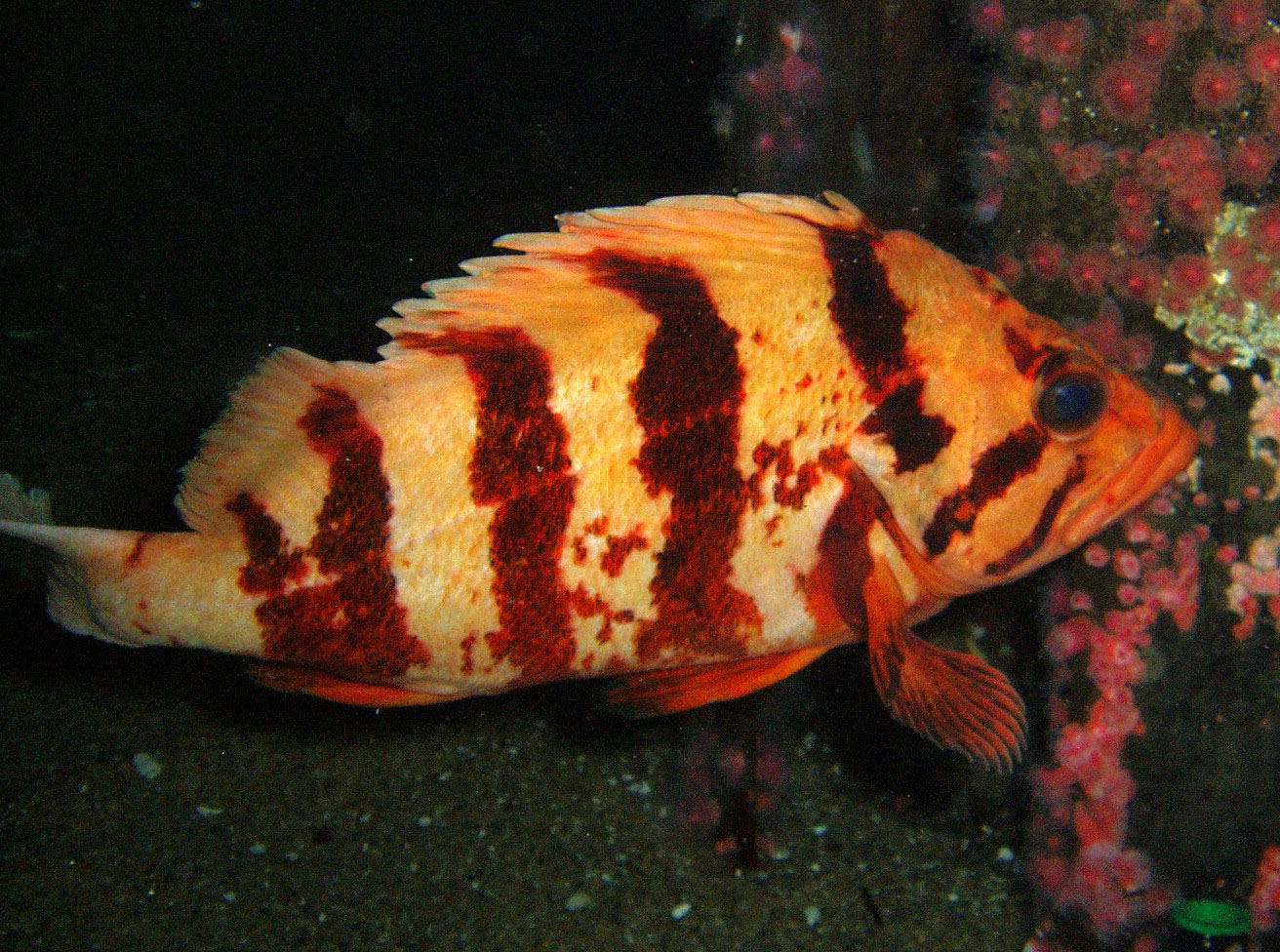
Sebastes nigrocinctus
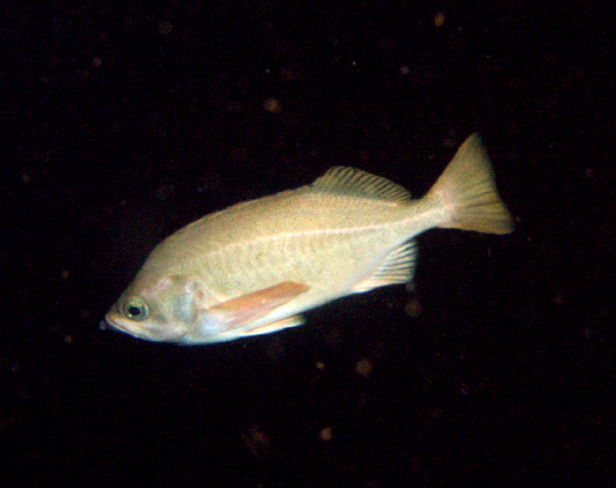
Sebastes ovalis
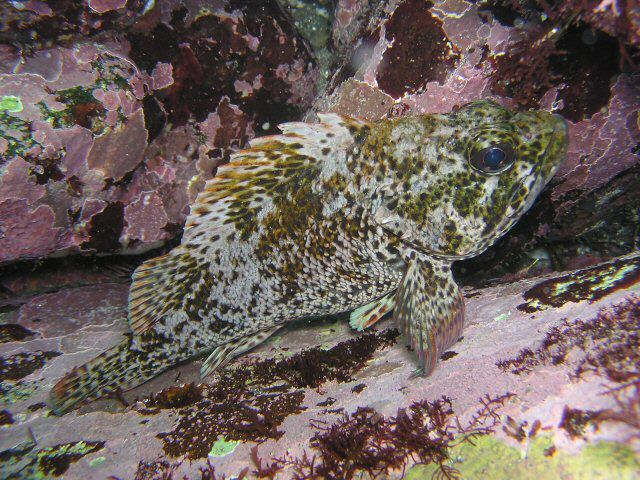
Sebastes pachycephalus
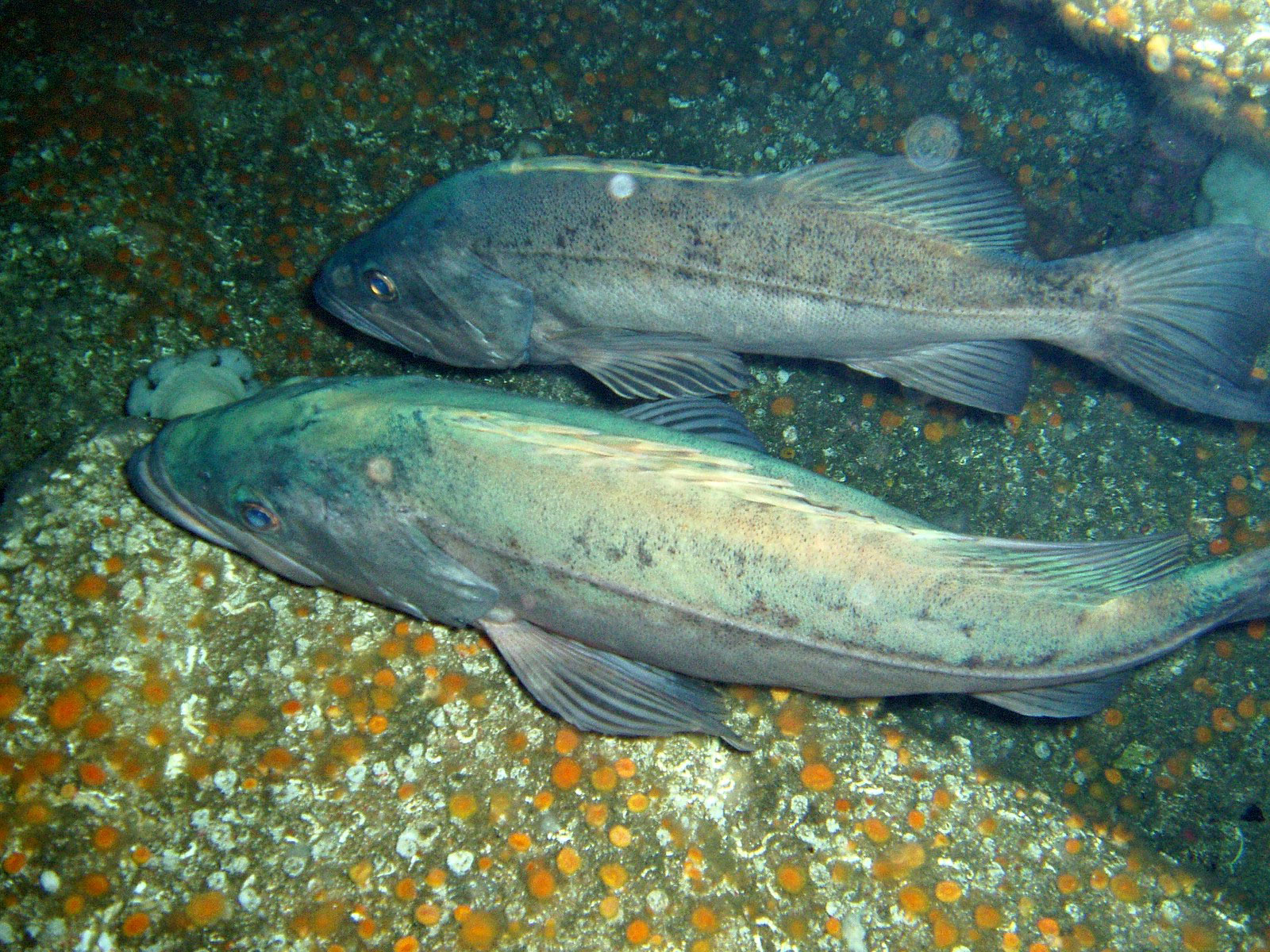
Sebastes paucispinis
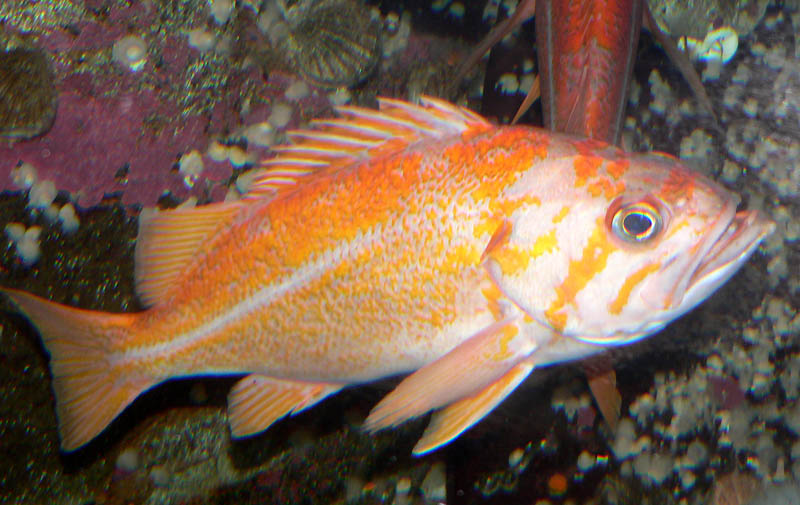
Sebastes pinniger
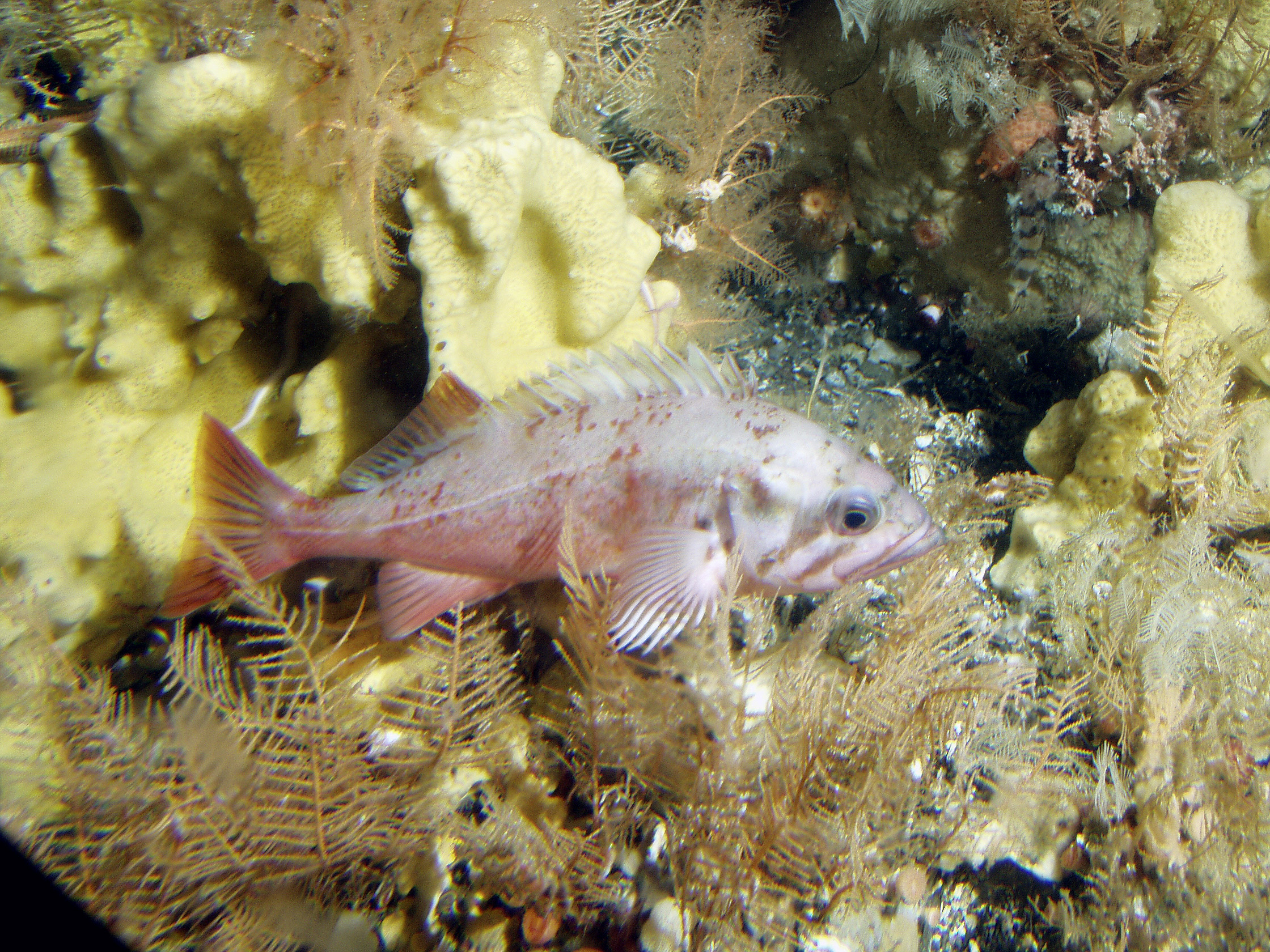
Sebastes polyspinis
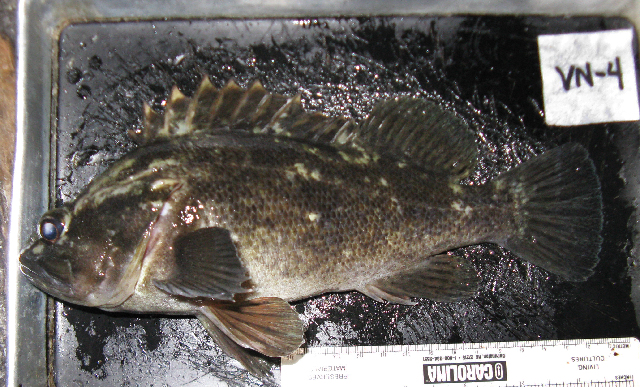
Sebastes rastrelliger
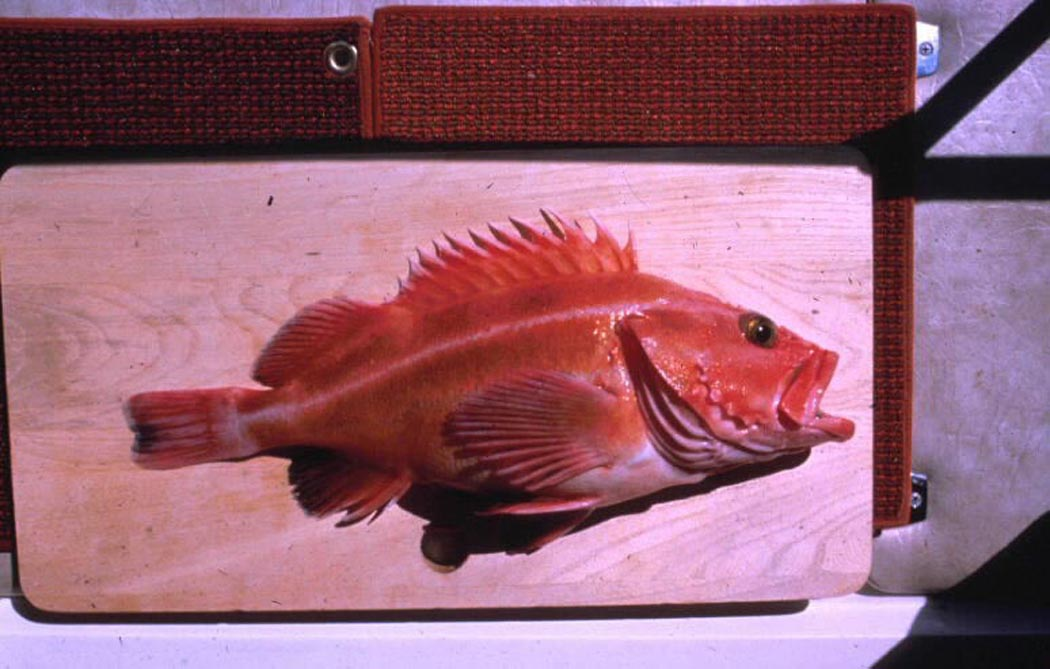
Sebastes reedi
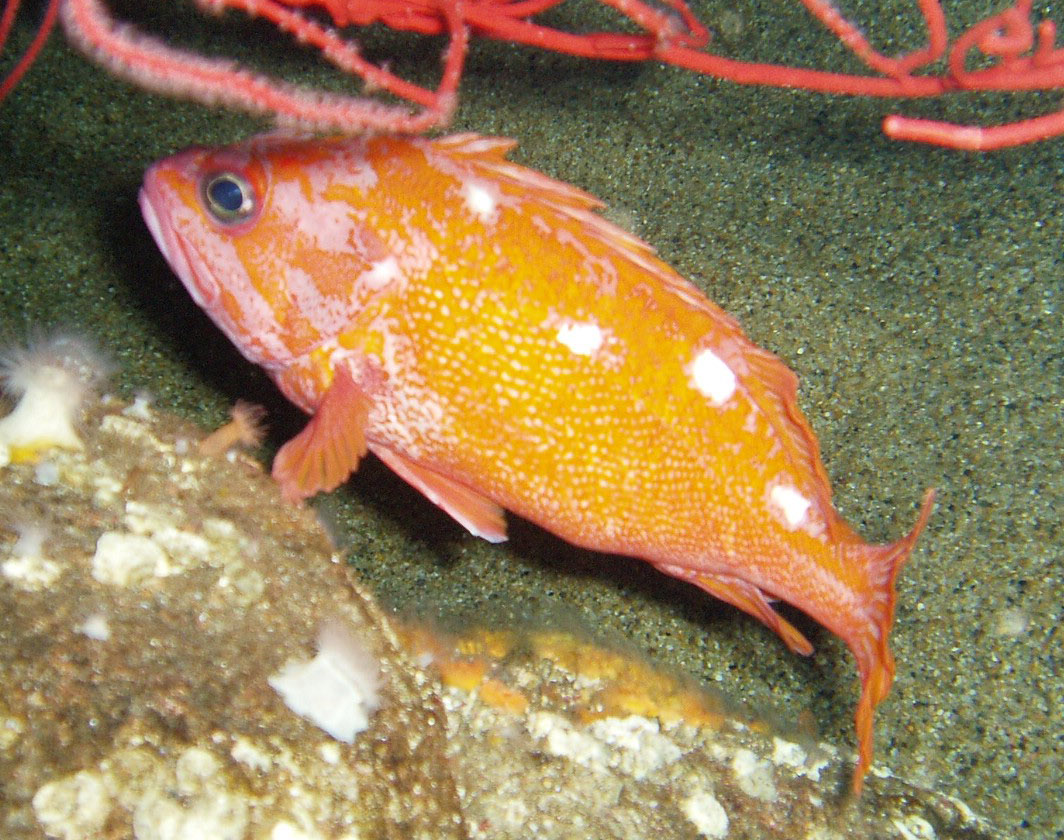
Sebastes rosaceus
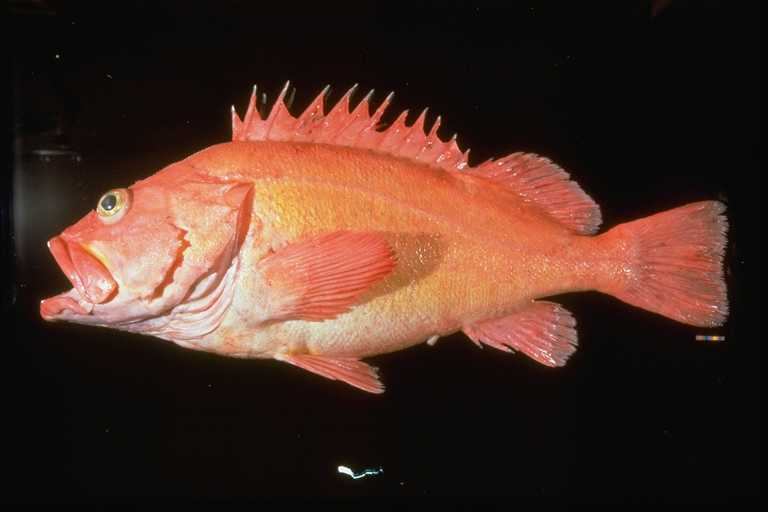
Sebastes ruberrimus
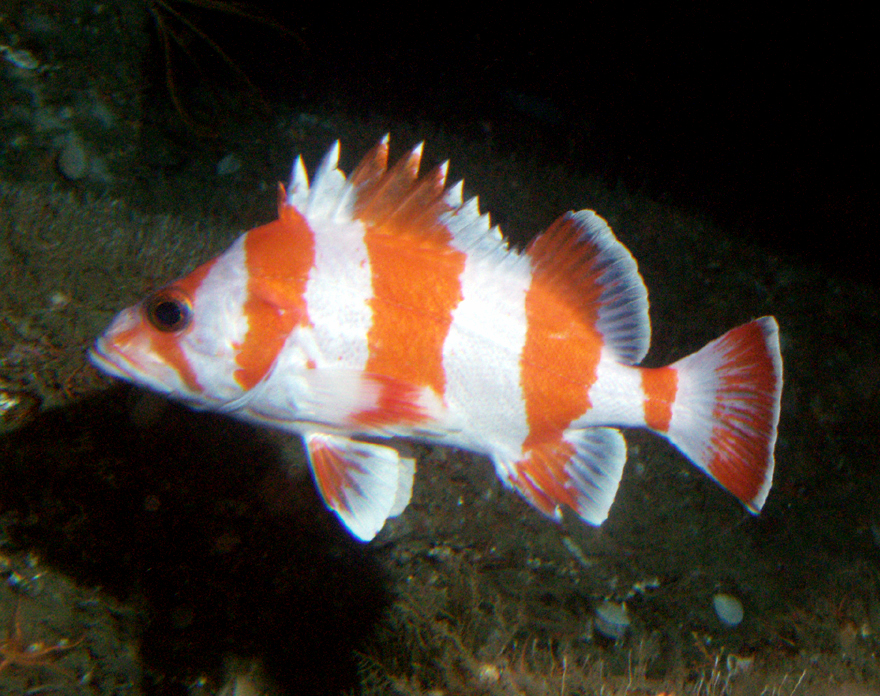
Sebastes rubrivinctus
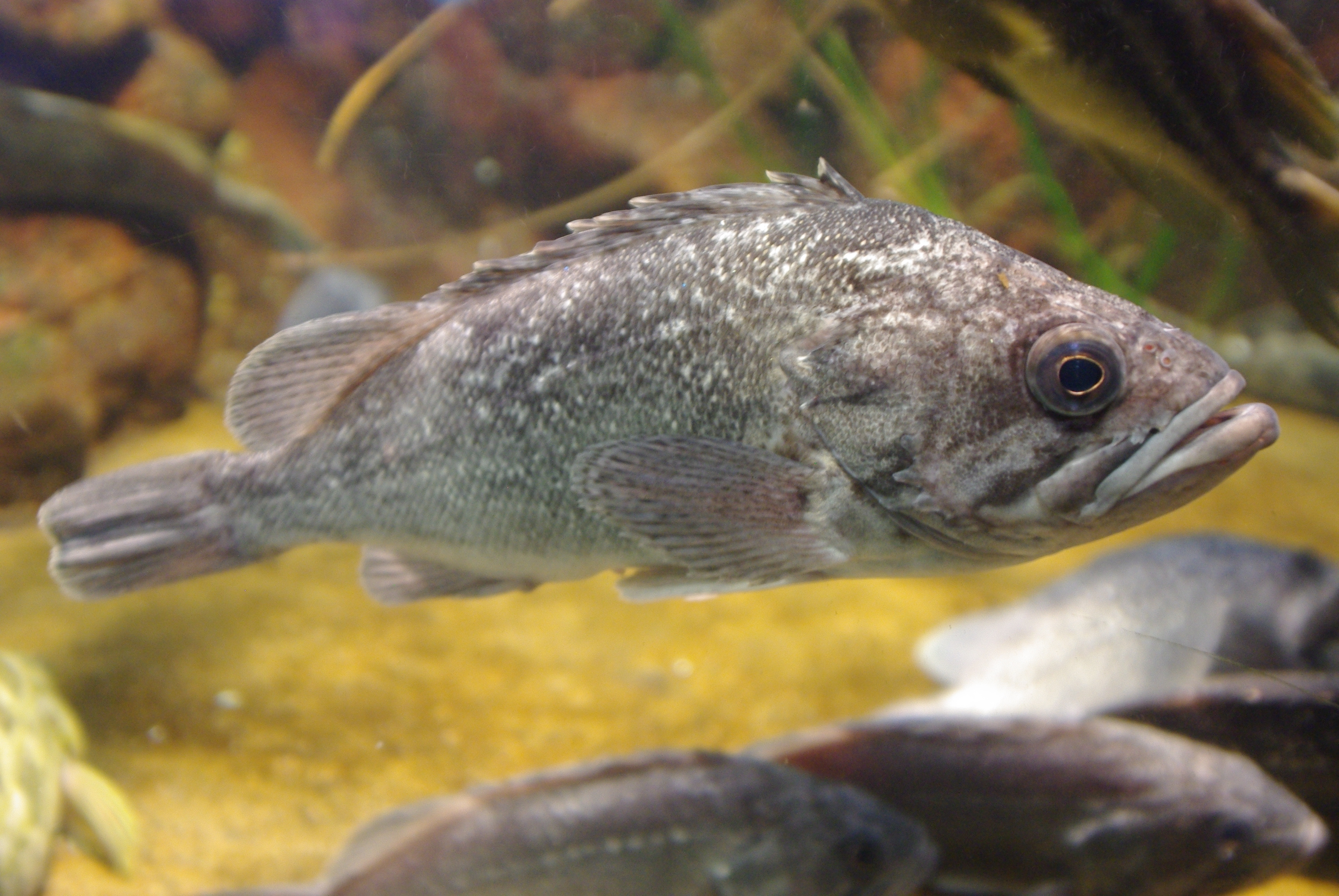
Sebastes schlegelii
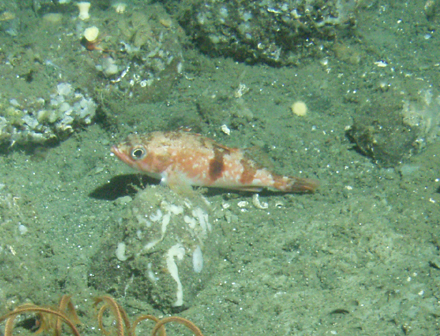
Sebastes semicinctus
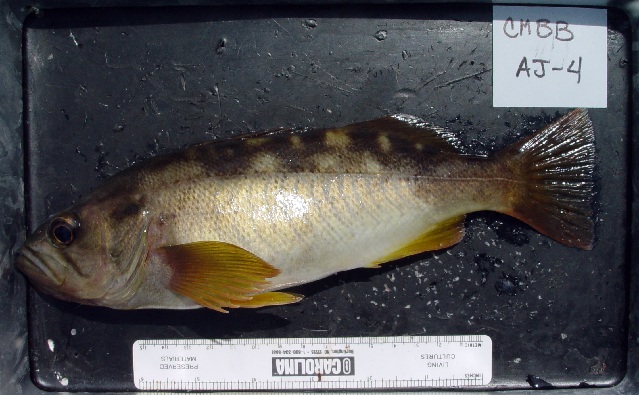
Sebastes serranoides
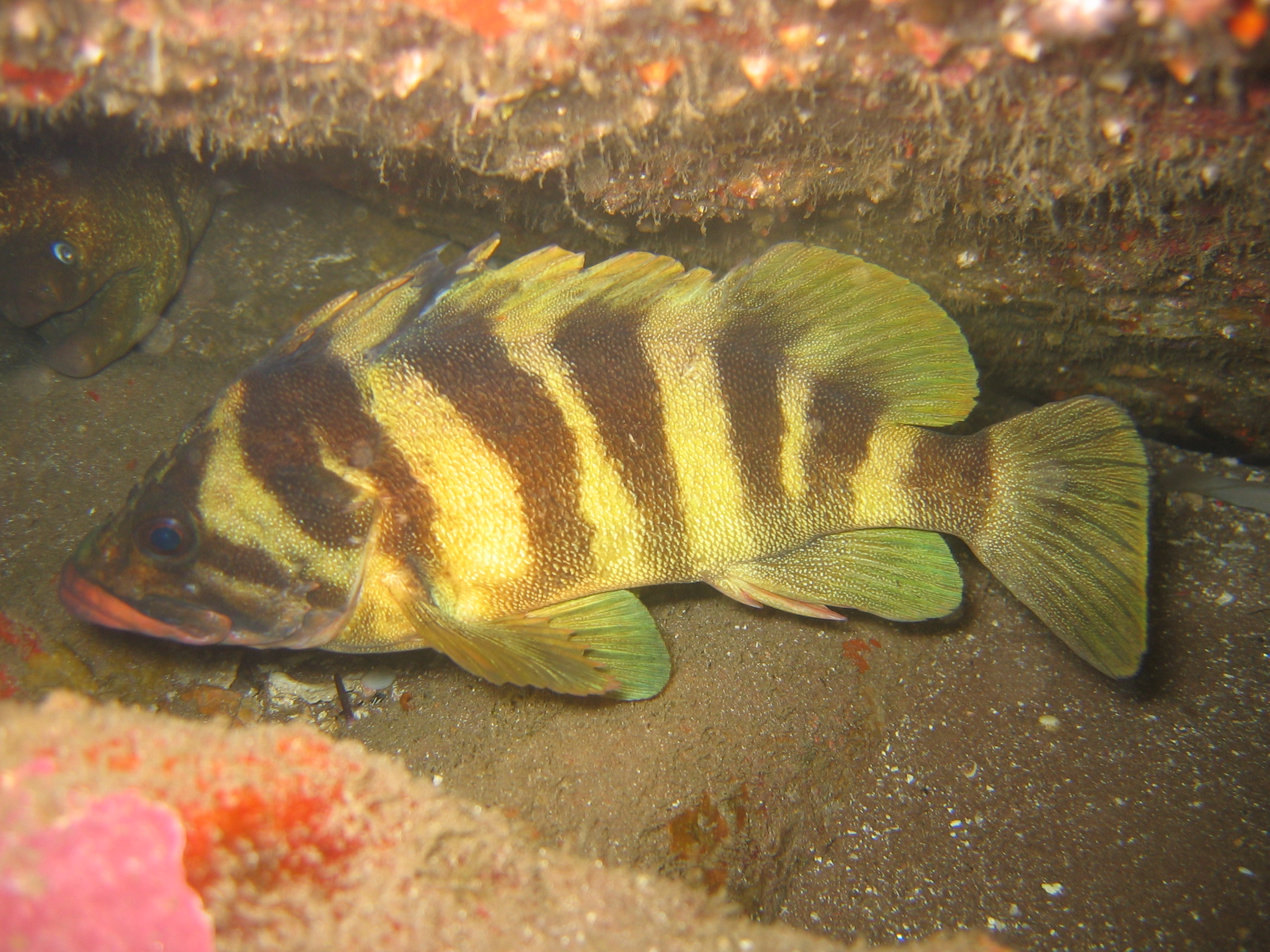
Sebastes serriceps
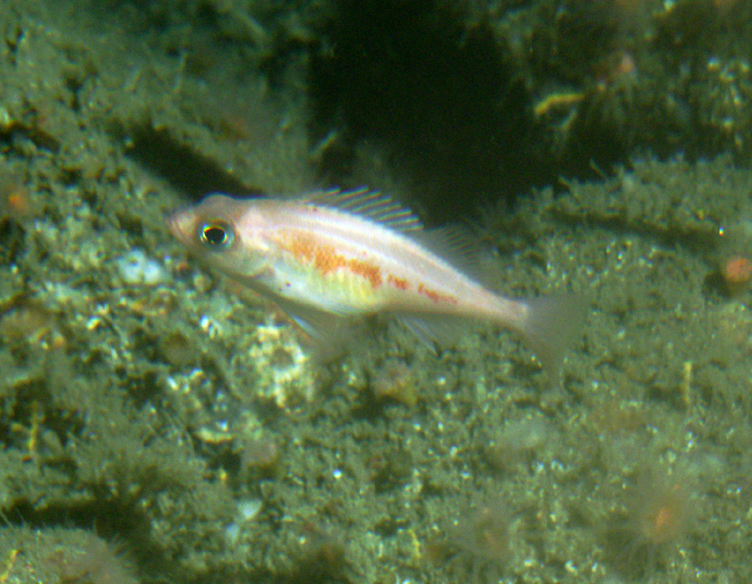
Sebastes wilsoni
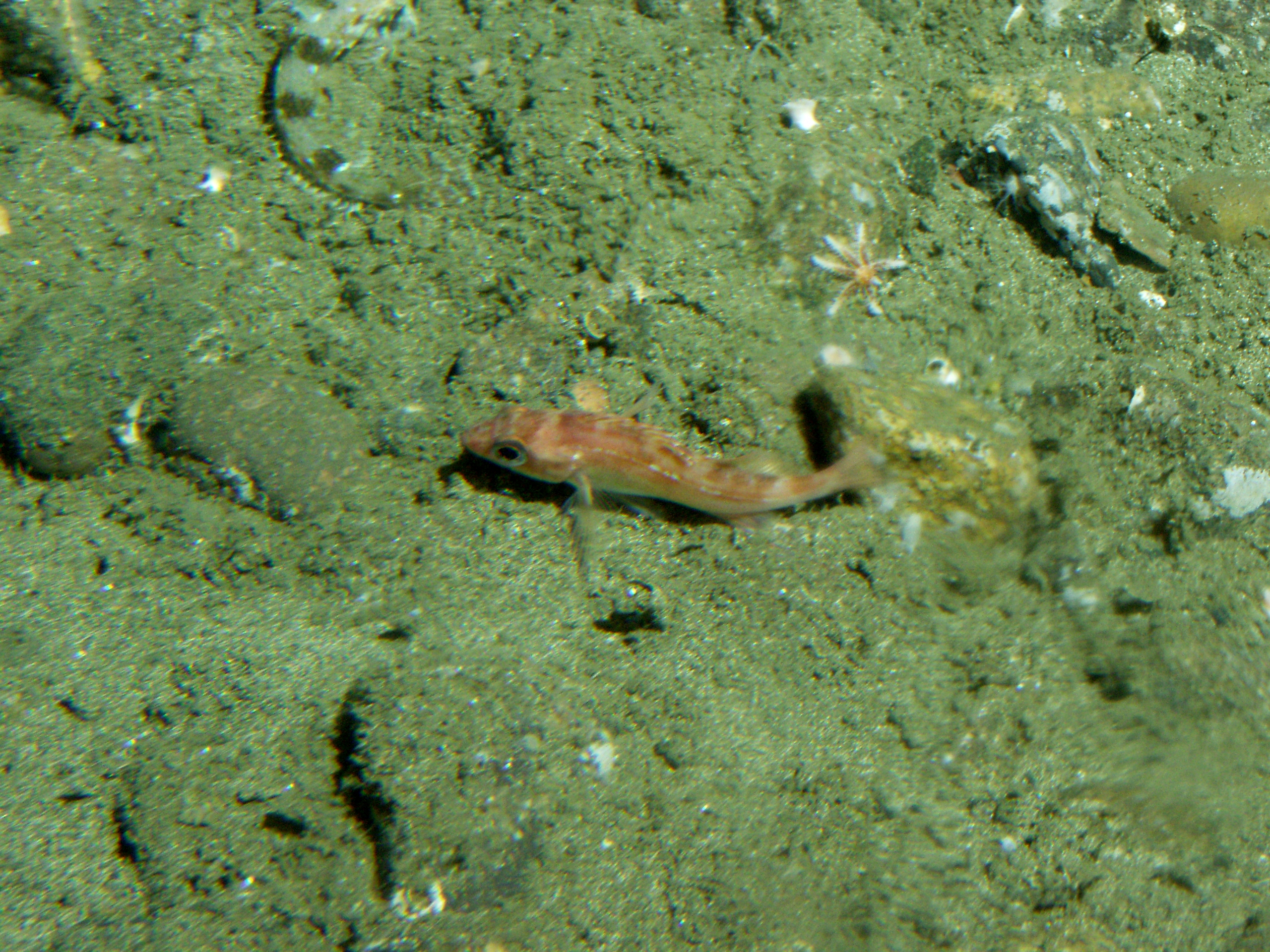
Sebastes zacentrus